# Qatar
Qatar (phát âm: “Ca-ta”, tiếng Ả Rập: قطر, chuyển tự: Qaṭar), tên gọi chính thức là Nhà nước Qatar (tiếng Ả Rập: دولة قطر, chuyển tự: Dawlat Qaṭar) là quốc gia có chủ quyền tại châu Á, thuộc khu vực Tây Nam Á, nằm về phía đông của bán đảo Ả Rập và bên trong Vịnh Ba Tư. Qatar chỉ có đường biên giới trên bộ với Ả Rập Xê Út về phía nam, vịnh Ba Tư bao quanh phần còn lại của quốc gia này. Một eo biển thuộc vịnh Ba Tư chia tách Qatar khỏi đảo quốc láng giềng Bahrain, ngoài ra, đất nước này còn có biên giới hàng hải với Các Tiểu vương quốc Ả Rập Thống nhất (UAE) ở phía nam và Iran ở phía tây.
Sau thời gian nằm dưới quyền cai trị của Đế quốc Ottoman, Qatar trở thành một vùng lãnh thổ bảo hộ trực thuộc Đế quốc Anh vào đầu thế kỷ XX cho đến khi giành độc lập vào năm 1971. Hoàng tộc Thani là những người cai trị Qatar kể từ đầu thế kỷ XIX, sau khi Sheikh Jassim bin Mohammed Al Thani - người khai quốc của Nhà nước Qatar hiện đại - ký kết hiệp ước với Đế quốc Anh vào năm 1868 - công nhận vị thế độc lập của mình. Qatar theo chế độ quân chủ thế tập, vua Emir là nguyên thủ quốc gia cao nhất đồng thời là biểu tượng của đất nước. Tuy nhiên, vẫn tồn tại nhiều tranh luận về việc Qatar là một quốc gia quân chủ lập hiến hay quân chủ chuyên chế. Năm 2003, hiến pháp Qatar đã được chấp thuận thông qua trong một cuộc trưng cầu dân ý, với kết quả áp đảo là gần 98% người dân nước này ủng hộ.
Đầu năm 2017, tổng dân số của Qatar là 2,6 triệu người, trong đó 313.000 công dân mang quốc tịch Qatar hợp pháp và 2,3 triệu còn lại là người nước ngoài bao gồm cả những ngoại kiều cùng nhóm lao động nhập cư. Hồi giáo là tôn giáo chính thức của Qatar. Qatar là một trong những đất nước có thu nhập bình quân đầu người cao nhất thế giới, được Liên Hợp Quốc xếp hạng là quốc gia có chỉ số phát triển con người rất cao và được coi là quốc gia Ả Rập tiên tiến nhất để phát triển con người.
Qatar có diện tích khiêm tốn, song vị trí cùng tầm ảnh hưởng của họ trên thế giới lại không hề nhỏ, quốc gia này là một đồng minh kinh tế - quân sự thân cận của Hoa Kỳ, được công nhận là một cường quốc khu vực tại Vùng Vịnh cũng như cường quốc bậc trung. Qatar sở hữu một nền kinh tế thị trường với thu nhập rất cao và là một quốc gia phát triển, dựa trên nền tảng là trữ lượng khí đốt thiên nhiên được ước tính lớn thứ 3 thế giới cùng nguồn tài nguyên dầu mỏ khổng lồ. Qatar có mức thu nhập bình quân đầu người cao hàng đầu trên thế giới, được phân loại là quốc gia có chỉ số phát triển con người rất cao và là quốc gia tiến bộ nhất trong thế giới Ả Rập về phát triển con người. Trong thế kỷ 21, Qatar là một thế lực đáng kể trong thế giới Ả Rập, nước này công khai ủng hộ về tài chính cũng như tuyên truyền cho một số tổ chức khởi nghĩa trong sự kiện Mùa xuân Ả Rập thông qua tập đoàn truyền thông toàn cầu Al Jazeera của mình.
Mặc dù là một quốc gia giàu có, tuy nhiên, Qatar hiện cũng đang phải đối mặt với nhiều thách thức cả trong và ngoài nước như bất bình đẳng kinh tế - xã hội đặc biệt ở trong nhóm lao động nhập cư, là đối tượng của lệnh cấm vận ngoại giao và kinh tế của các nước láng giềng: Ả Rập Xê Út, Các Tiểu vương quốc Ả Rập Thống nhất (UAE), Bahrain, Maldives, Mauritanie, Yemen cùng Ai Cập, bắt đầu vào tháng 6 năm 2017, trong đó, Ả Rập Xê Út đã đề xuất xây dựng kênh đào Salwa, sẽ chạy dọc biên giới Ả Rập-Qatar, biến Qatar thành một hòn đảo.
Qatar từng tổ chức World Cup 2022 và là quốc gia Ả Rập cũng như châu Á đầu tiên độc lập tổ chức giải đấu này kể từ năm 2002.

## Khởi nguyên
Pliny the Elder, một nhà văn La Mã, đã ghi lại nguồn gốc sớm nhất liên quan đến cư dân của bán đảo vào giữa thế kỷ thứ nhất sau Công nguyên, gọi họ là Catharrei, một tên gọi có thể bắt nguồn từ tên của một khu định cư địa phương lớn. Một thế kỷ sau, Ptolemy đã tạo ra bản đồ đầu tiên để mô tả bán đảo, gọi nó là Catara. Bản đồ cũng đề cập đến một thị trấn tên là "Cadara" ở phía đông của bán đảo. Thuật ngữ 'Catara' (cư dân, Cataraei) được sử dụng riêng cho đến thế kỷ 18, sau đó 'Katara' nổi lên như một cách viết thường nhất. Cuối cùng, sau một vài biến thể - 'Katr', 'Kattar' và 'Guttur' - Qatar đã được sử dụng làm tên quốc gia.
Trong tiếng Ả Rập tiêu chuẩn, tên được phát âm là [qɑtˤɑr], trong khi theo phương ngữ địa phương, nó là [ˈɡitˤar].

## Lịch sử

### Cổ đại

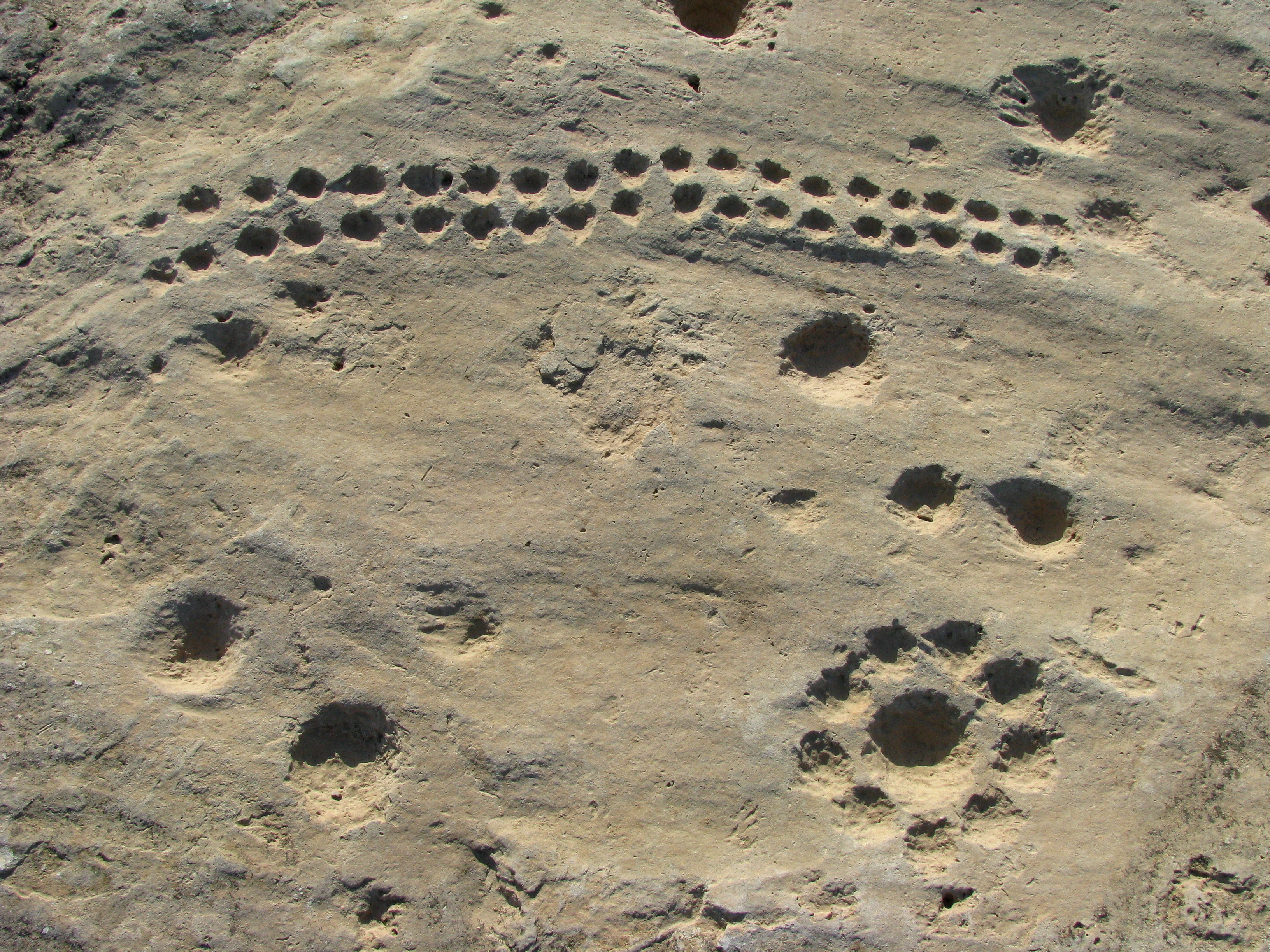
Vết tích chạm khắc tại Jebel Jassassiyeh, có niên đại khoảng năm 4000 TCN.

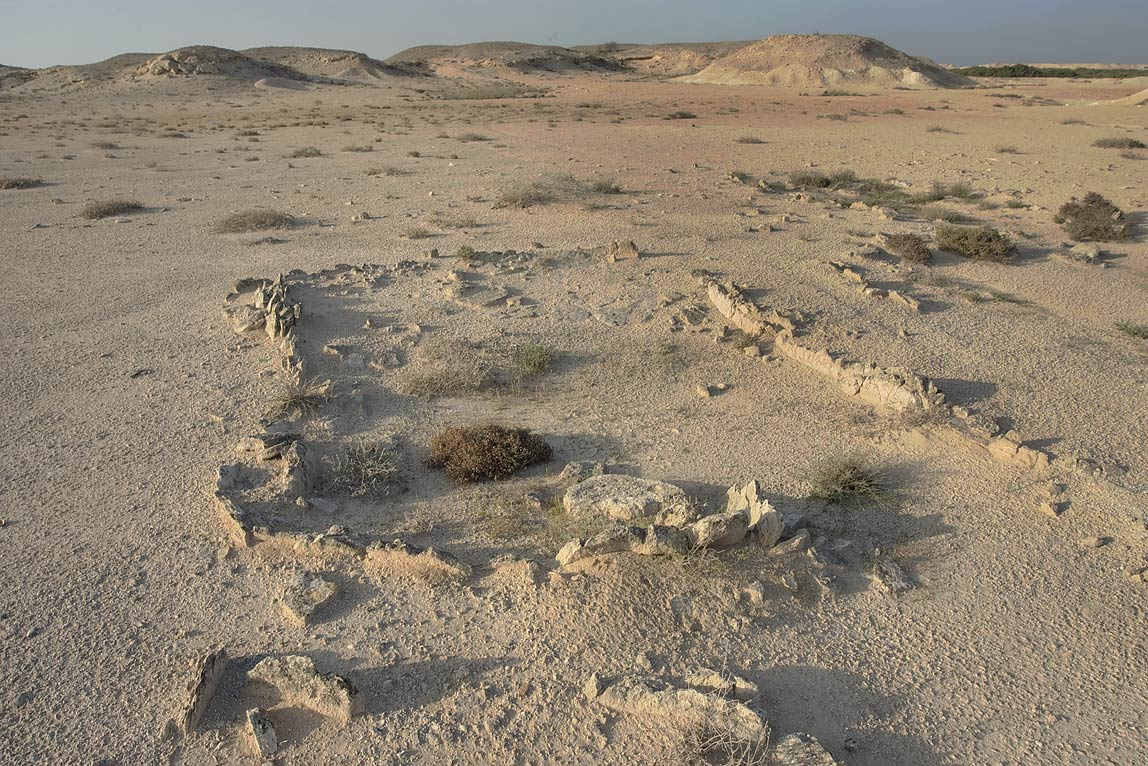
Khai quật một địa điểm nhuộm Kassite trên đảo Al Khor

Loài người cư trú tại Qatar từ khoảng 50.000 năm trước. Đã khai quật được các khu định cư và công cụ có niên đại từ thời kỳ đồ đá trên bán đảo. Các đồ tạo tác của Lưỡng Hà có từ thời kỳ Ubaid (khoảng 6500–3800 TCN) được phát hiện thấy tại các khu định cư duyên hải bị bỏ hoang. Al Da'asa là một khu định cư nằm tại duyên hải phía tây của Qatar, đây là di chỉ Ubaid quan trọng nhất trong nước và được cho là có một khu trại nhỏ theo mùa.
Các vật thể của Babylon thời Kassite có niên đại từ thiên niên kỷ thứ 2 TCN được tìm thấy trên Quần đảo Al Khor, chứng thực quan hệ mậu dịch giữa cư dân Qatar và người Kassite tại Bahrain ngày nay. Trong số các hiện vật phát hiện được có 3 triệu vỏ sò bị nghiền và mảnh sành Kassite. Có đề xuất rằng Qatar là địa điểm sớm nhất được biết đến về sản xuất thuốc nhuộm từ sò, sở hữu ngành công nghiệp thuốc nhuộm đỏ tía tại duyên hải.
Năm 224, Đế quốc Sasanid giành quyền kiểm soát các lãnh thổ quanh vịnh Ba Tư. Qatar giữ một vai trò trong hoạt động thương nghiệp của người Sasanid, đóng góp ít nhất hai mặt hàng là ngọc trai quý và thuốc nhuộm màu đỏ tía. Dưới quyền của Sasanid, nhiều cư dân tại miền Đông bán đảo Ả Rập được truyền thụ Cơ Đốc giáo từ những người Cơ Đốc giáo Lưỡng Hà. Các tu viện được xây dựng và có thêm các khu định cư được hình thành trong thời kỳ này. Trong phần sau của thời kỳ Cơ Đốc giáo, Qatar có một khu vực mang tên 'Beth Qatraye' (theo tiếng Syriac nghĩa là "khu vực của người Qatar"). Khu vực không chỉ hạn chế tại Qatar; mà còn gồm Bahrain, đảo Tarout, Al-Khatt, và Al-Hasa.
Năm 628, Muhammad phái một sứ giả Hồi giáo đến chỗ một quân chủ tại miền Đông của bán đảo Ả Rập tên là Munzir ibn Sawa Al Tamimi và yêu cầu rằng ông ta cùng thần dân chấp nhận Hồi giáo. Munzir đáp ứng và do đó hầu hết các bộ lạc Ả Rập trong khu vực cải sang Hồi giáo. Sau khi chấp nhận Hồi giáo, người Ả Rập lãnh đạo cuộc chinh phục Ba Tư, kết quả là Đế quốc Sasanid sụp đổ.

### Thời kỳ Hồi giáo (661–1783)

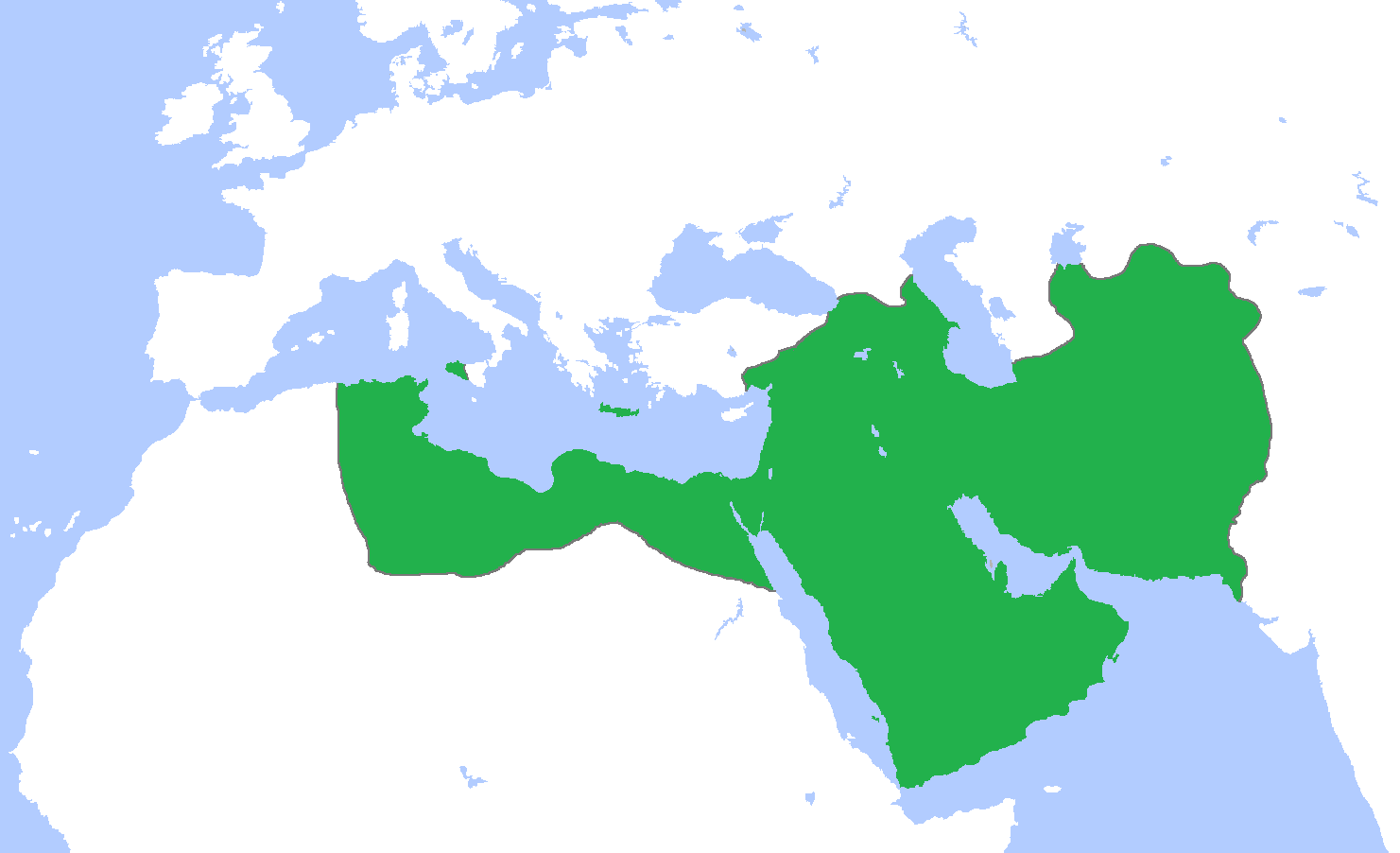
Abbasid Caliphate khi lãnh thổ rộng nhất, khoảng năm 850.

Qatar được mô tả là một trung tâm gây giống ngựa và lạc đà nổi tiếng trong thời kỳ Umayyad (661-750). Trong thế kỷ VIII, khu vực bắt đầu hưởng lợi từ vị trí chiến lược về thương nghiệp tại vịnh Ba Tư và trở thành một trung tâm mậu dịch ngọc trai.
Trong thời kỳ Abbas (750–1258), ngành ngọc trai quanh bán đảo Qatar có bước phát triển đáng kể. Tàu thuyền đi từ Basra đến Ấn Độ và Trung Quốc dừng lại tại các cảng của Qatar trong giai đoạn này. Đồ sứ Trung Quốc, tiền đồng Tây Phi và đồ tạo tác từ Thái Lan đều được phát hiện tại Qatar. Các tàn tích khảo cổ học từ thế kỷ IX cho thấy rằng các cư dân Qatar sử dụng của cải tăng lên để xây dựng nhà ở và công trình công cộng có chất lượng cao hơn. Trên 100 nhà ở, hai thánh đường, và một công sự của triều Abbas làm bằng đá được xây tại Murwab trong thời kỳ này. Tuy nhiên, đến khi phần trọng tâm của đế quốc là Iraq suy giảm độ phồn vinh thì tình hình tại Qatar cũng tương tự. Qatar được đề cập trong cuốn sách của học giả Hồi giáo thế kỷ thứ 13 Yaqut al-Hamawi, Mu'jam Al-Buldan, đề cập đến áo choàng dệt sọc tốt của dân tộc Qatar và kỹ năng của họ trong việc cải thiện và hoàn thiện giáo.
Phần lớn miền Đông của bán đảo Ả Rập nằm dưới quyền kiểm soát của triều đại Usfurid vào năm 1253, song quyền kiểm soát khu vực về tay Vương quốc Ormus vào năm 1320. Ngọc trai của Qatar là một trong các nguồn thu nhập chủ yếu của Ormus. Năm 1515, Manuel I của Bồ Đào Nha biến Vương quốc Ormus thành nước lệ thuộc. Bồ Đào Nha chiếm được một phần lớn tại miền đông bán đảo Ả Rập tính đến năm 1521. Năm 1550, các cư dân Al-Hasa (nay thuộc Ả Rập Xê Út) tình nguyện phục tùng quyền cai trị của Ottoman vì ưa thích đế quốc này hơn Bồ Đào Nha. Sau khi duy trì hiện diện quân sự không đáng kể trong khu vực, người Ottoman bị bộ lạc Bani Khalid trục xuất vào năm 1670.

### Bahrain và Saudi cai trị (1783–1868)

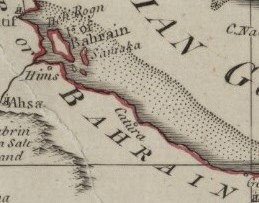
Một bản đồ năm 1794 mô tả Catura thuộc thẩm quyền của Bahrain.

Năm 1766, bộ lạc Utub của gia tộc Khalifa di cư từ Kuwait đến Zubarah tại Qatar. Khi họ đến, Bani Khalid thi hành quyền lực ở mức độ yếu đối với bán đảo. Năm 1783, các thị tộc Bani Utbah có căn cứ tại Qatar và các bộ lạc Ả Rập đồng minh tiến hành xâm chiếm và sáp nhập Bahrain từ tay người Ba Tư. Gia tộc Khalifa áp đặt quyền lực của họ đối với Bahrain và mở rộng khu vực thẩm quyền của mình đến Qatar.

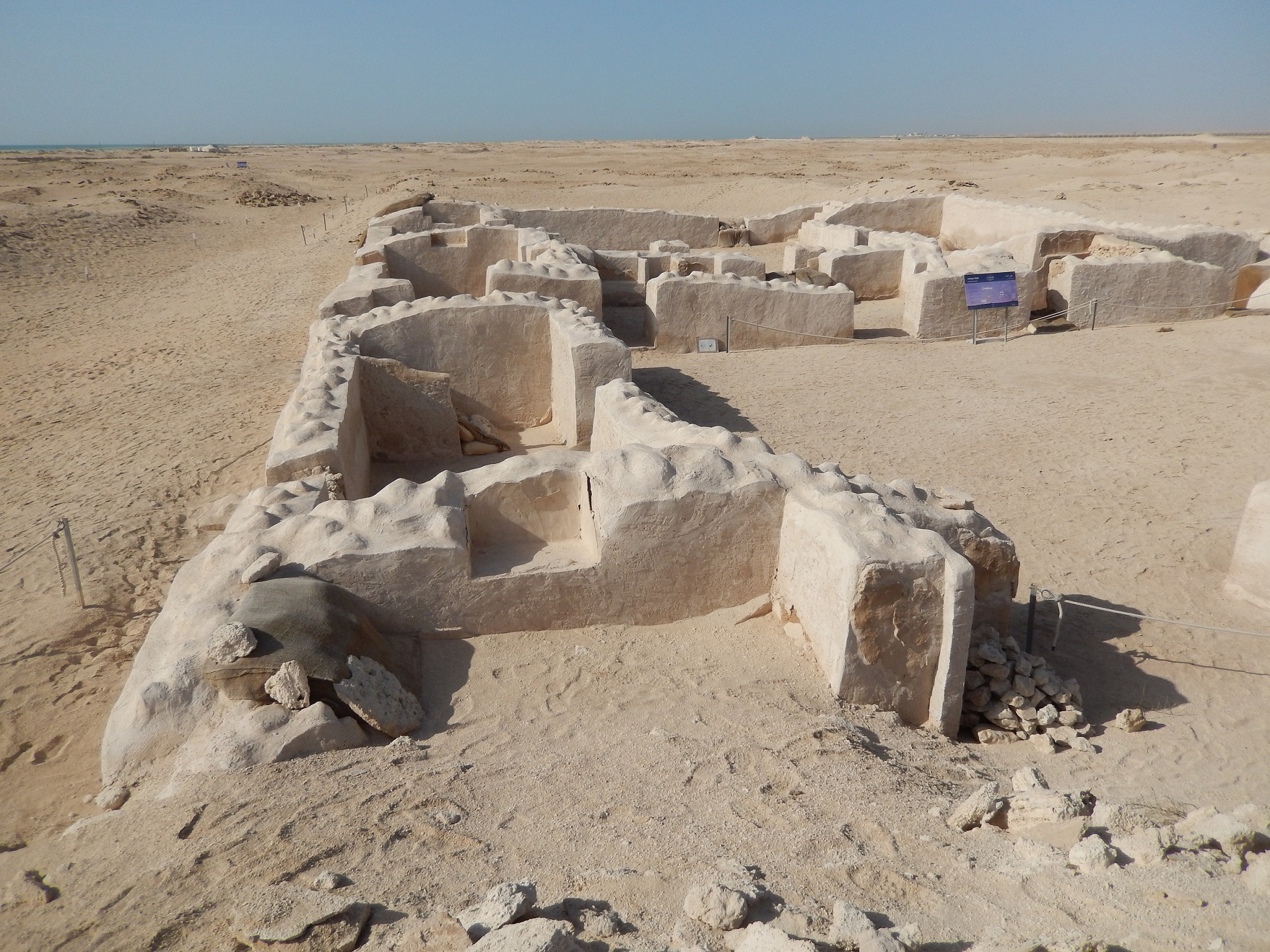
Một đoạn khôi phục cục bộ của thị trấn đổ nát Zubarah.

Sau khi Saud ibn Abd al-Aziz trở thành thái tử của triều đại Wahhabi (nay thuộc Ả Rập Xê Út) vào năm 1788, ông chuyển sang bành trướng lãnh thổ của mình về phía đông hướng đến vịnh Ba Tư và Qatar. Sau khi đánh bại Bani Khalid vào năm 1795, người Wahhabi bị tấn công trên hai mặt trận: quân Ottoman và Ai Cập (thuộc Ottoman) tấn công trên mặt trận phía tây, còn quân Al Khalifa tại Bahrain và quân Oman phát động tấn công trên mặt trận phía đông. Đến khi nhận thức được thế tiến của quân Ai Cập tại mặt trận phía tây vào năm 1811, quân chủ của Wahhabi cho giảm đóng quân tại Bahrain và Zubarah (thuộc miền bắc Qatar) để tái bố trí lực lượng. Said bin Sultan của Muscat lợi dụng cơ hội này để tấn công quân đồn trú Wahhabi trên mặt trận phía đông, phóng hoả công sự tại Zubarah. Gia tộc Al Khalifa sau đó quay lại nắm quyền trên thực địa.
Để trừng phạt nạn hải tặc, một tàu của Công ty Đông Ấn Anh bắn phá Doha vào năm 1821, tàn phá thị trấn và buộc hàng trăm cư dân phải tị nạn. Năm 1825, gia tộc Thani hình thành với Sheikh Mohammed bin Thani là thủ lĩnh đầu tiên.
Mặc dù Qatar có vị thế pháp lý là một lãnh thổ phụ thuộc của Bahrain, song tồn tại một tình cảm oán giận lan rộng chống gia tộc Al Khalifa. Năm 1867, gia tộc Al Khalifa cùng với quân chủ của Abu Dhabi phái một lực lượng hải quân lớn đến Al Wakrah (thuộc miền đông Qatar) nhằm dẹp tan các phiến quân Qatar. Kết quả là Chiến tranh Qatar–Bahrain năm 1867–1868, trong đó quân Bahrain và Abu Dhabi cướp phá Doha và Al Wakrah. Tuy nhiên, hành vi thù địch của Bahrain vi phạm Hiệp ước Anh-Bahrain năm 1820. Chính trị gia người Anh Lewis Pelly đưa ra một dàn xếp vào năm 1868. Chuyến công tác của ông đến Bahrain và Qatar và kết quả là hiệp định hoà bình là các mốc lịch sử vì chúng ngầm định công nhận tính riêng biệt của Qatar khỏi Bahrain và thừa nhận rõ ràng vị thế của Mohammed bin Thani. Ngoài khiển trách Bahrain vi phạm thoả thuận, quan bảo hộ người Anh yêu cầu đàm phán với một đại biểu từ Qatar, và Mohammed bin Thani được lựa chọn. Kết quả đàm phán là Qatar có một nhận thức mới về bản sắc chính trị, dù không giành được vị thế một lãnh thổ bảo hộ cho đến năm 1916.

### Ottoman cai trị (1871–1915)

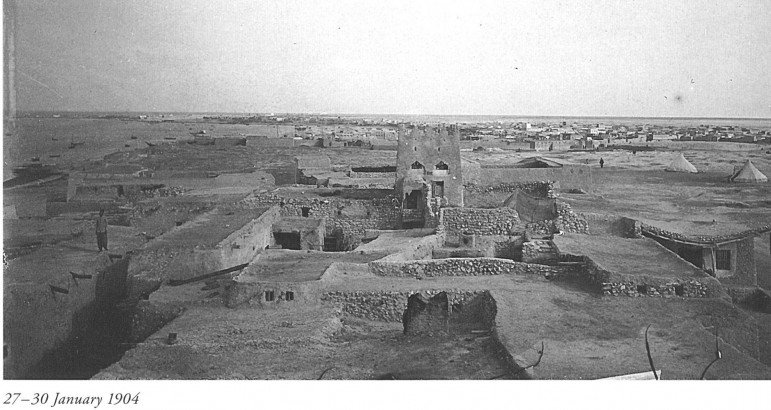
Thành cổ Doha, tháng 1 năm 1904.

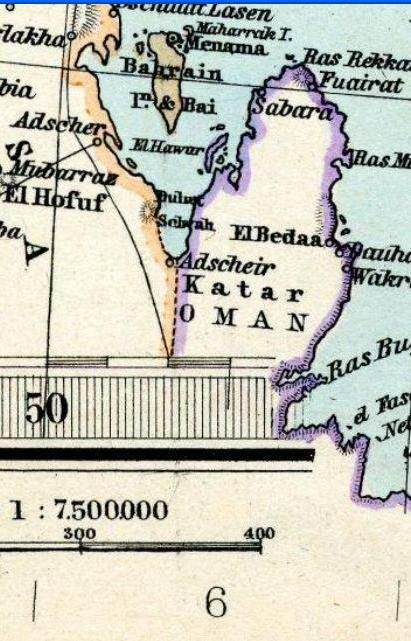
Qatar trong bản đồ của Adolf Stieler năm 1891.

Dưới áp lực quân sự và chính trị từ thống đốc tỉnh Baghdad thuộc Ottoman là Midhat Pasha, gia tộc Al Thani quy phục Ottoman vào năm 1871. Chính phủ Ottoman tiến hành các biện pháp cải cách (Tanzimat) về thuế và đăng ký đất nhằm hợp nhất hoàn toàn các khu vực này vào đế quốc. Bất chấp việc các bộ lạc địa phương phản đối, gia tộc Al Thani tiếp tục hỗ trợ Ottoman cai trị. Tuy nhiên, quan hệ Qatar-Ottoman nhanh chóng đình trệ, và đến năm 1882 nó thụt lùi hơn nữa khi Ottoman từ chối viện trợ gia tộc Al Thani chinh phạt Al Khor (nay thuộc phía bắc Qatar) đang do Abu Dhabi chiếm đóng. Ngoài ra, Ottoman giúp đỡ thần dân của mình là Mohammed bin Abdul Wahab nỗ lực lật đổ Al Thani khỏi chức kaymakam (huyện trưởng) của Qatar vào năm 1888. Kết quả là gia tộc Al Thani tiến hành khởi nghĩa chống Ottoman, cho rằng Ottoman tìm cách cướp đoạt quyền kiểm soát bán đảo. Thủ lĩnh gia tộc Al Thani từ chức kaymakam và dừng trả thuế vào tháng 8 năm 1892.
Trong tháng 2 năm 1893, Mehmed Hafiz Pasha đến Qatar vì lợi ích của việc tìm kiếm các khoản thuế chưa thanh toán và tán thành sự phản đối của Jassim bin Mohammed đối với các cải cách hành chính của Ottoman. Jassim bin Mohammed Al Thani lo sợ bị giết hoặc bỏ tù nên ông triệt thoái đến Al Wajbah (16 km về phía tây của Doha) cùng với một số thành viên bộ lạc. Yêu cầu của Mehmed rằng Jassim giải tán quân đội và tuyên thệ trung thành với Ottman bị từ chối. Đến tháng 3, Mehmed cho tống giam em trai của Jassim và 13 thủ lĩnh bộ lạc nổi bật khác của Qatar. Sau đó Mehmed lệnh cho binh sĩ tiến quân hướng đến Pháo đài Al Wajbah của Jassim, báo hiệu khởi đầu trận Al Wajbah.
Một lực lượng lớn bộ binh và kỵ binh Qatar khai hoả ác liệt vào binh sĩ của Mehmed. Kết quả là Qatar giành thắng lợi và Ottoman phóng thích các tù nhân để được an toàn đi đến Hofuf (nay thuộc Ả Rập Xê Út). Mặc dù Qatar không giành được độc lập hoàn toàn từ Ottoman, song kết quả của trận đánh là một hiệp ước tạo nền tảng để sau đó Qatar trở thành quốc gia tự trị trong đế quốc.

### Anh cai trị (1916–1971)

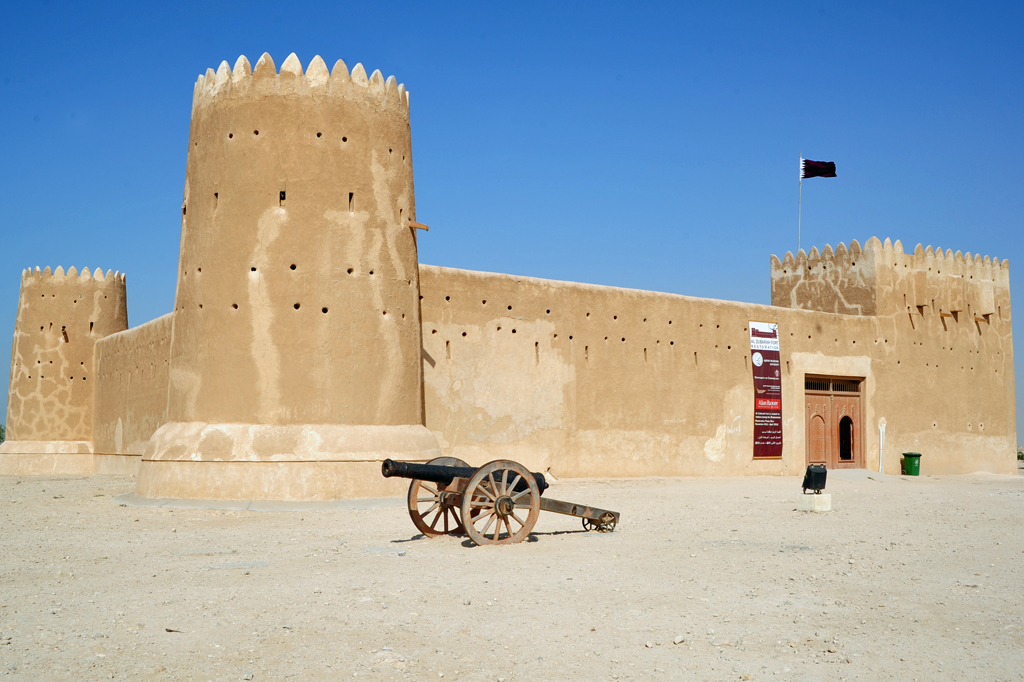
Pháo đài Zubarah được xây dựng vào năm 1938.

Trong Chiến tranh thế giới thứ nhất, Ottoman rơi vào hỗn loạn sau nhiều thất bại tại các chiến trường khác nhau trên Mặt trận Trung Đông. Qatar tham gia khởi nghĩa Ả Rập chống lại Ottoman. Cuộc khởi nghĩa thành công và quyền cai trị của Ottoman tại Qatar càng suy yếu đi. Anh Quốc và Ottoman chấp thuận để Abdullah bin Jassim Al Thani và những người thừa kế của ông có quyền cai trị toàn bán đảo Qatar. Ottoman từ bỏ mọi quyền lợi của mình đối với Qatar, và Abdullah bin Jassim Al Thani (là người thân Anh) buộc họ từ bỏ Doha vào năm 1915.
Theo kết quả phân chia Đế quốc Ottoman, Qatar trở thành một lãnh thổ bảo hộ thuộc Anh vào ngày 3 tháng 11 năm 1916. Vào ngày này, Anh Quốc ký kết một hiệp ước với Abdullah bin Jassim Al Thani để đưa Qatar vào Các Quốc gia Đình chiến. Abdullah chấp thuận không tham gia bất kỳ quan hệ nào với bất kỳ thế lực nào khác nếu chưa được chính phủ Anh đồng ý trước, trong khi người Anh đảm bảo bảo hộ cho Qatar khỏi tất cả hành động gây hấn trên biển. Ngày 5 tháng 5 năm 1935, Abdullah ký một hiệp ước khác với chính phủ Anh, theo đó Anh bảo hộ Qatar trước các đe doạ bên trong và bên ngoài. Trữ lượng dầu mỏ được phát hiện vào năm 1939, tuy nhiên việc khai thác bị trì hoãn do Chiến tranh thế giới thứ hai.
Phạm vi ảnh hưởng của Đế quốc Anh bắt đầu thu hẹp sau Chiến tranh thế giới thứ hai, đặc biệt sau khi Ấn Độ và thành lập Pakistan độc lập năm 1947. Trong thập niên 1950, dầu mỏ thay thế ngọc trai và ngư nghiệp trở thành nguồn thu nhập chủ yếu của Qatar. Tiền từ dầu mỏ bắt đầu được tài trợ cho mở rộng và hiện đại hoá cơ sở hạ tầng của Qatar. Áp lực về việc Anh triệt thoái khỏi các tiểu vương quốc Ả Rập tại vịnh Ba Tư gia tăng trong thập niên 1950. Đến khi Anh chính thức công bố vào năm 1968 rằng họ sẽ giải phóng chính trị khỏi vịnh Ba Tư trong thời gian ba năm, Qatar dự định cùng Bahrain và bảy nhà nước Đình chiến khác (về sau trở thành Các Tiểu vương quốc Ả Rập Thống nhất) hình thành một liên bang. Tuy nhiên, các tranh chấp khu vực nhanh chóng khiến Qatar từ bỏ dự định này và tuyên bố độc lập.

### Độc lập (1971–nay)

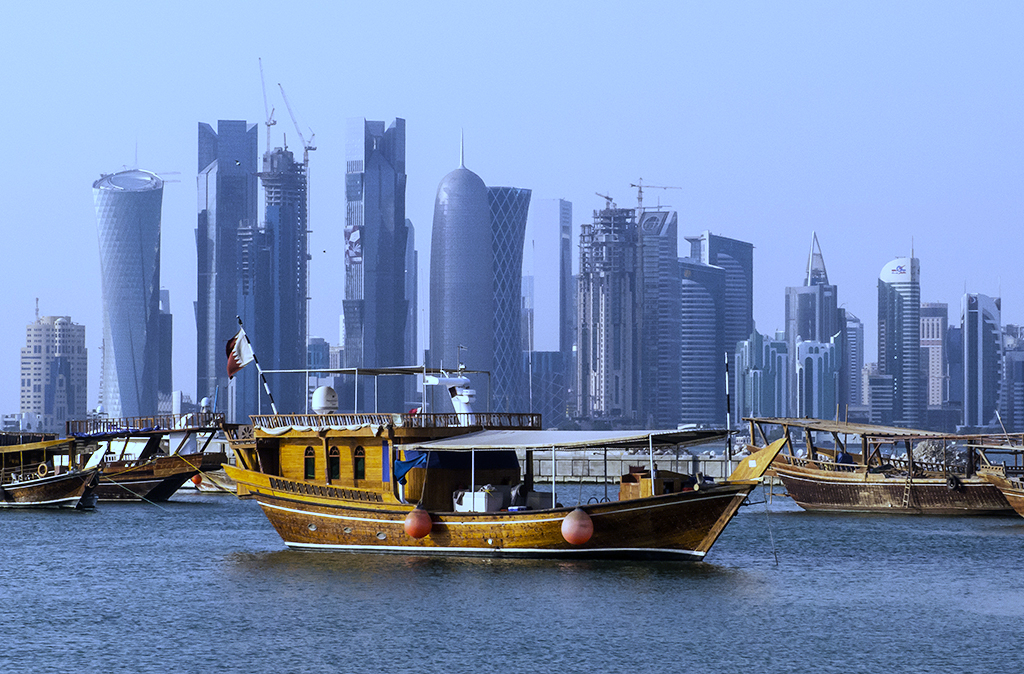
Các chiếc thuyền dhow truyền thống ở phía trước đường chân trời của Vịnh Tây khi nhpìn từ Phố đi bộ Doha.

Vào ngày 3 tháng 11 năm 1916, người theo đạo Hồi của Qatar đã có một hiệp ước với Vương quốc Anh. Hiệp ước dành riêng các vấn đề đối ngoại và quốc phòng cho Vương quốc Anh nhưng cho phép tự chủ nội bộ. Ngày 3 tháng 9 năm 1971, các hiệp ước đặc biệt với Anh kết thúc bằng một thoả thuận giữa quân chủ của Qatar và chính phủ Vương quốc Anh.
Năm 1991, Qatar đóng vai trò quan trọng trong Chiến tranh Vùng Vịnh, đặc biệt là trong trận Khafji khi mà xe tăng của Qatar lăn trên đường phố thị trấn và hỗ trợ hoả lực cho Vệ binh quốc gia Ả Rập Xê Út giao tranh với Quân đội Iraq. Qatar cho phép binh sĩ liên quân từ Canada sử dụng lãnh thổ làm căn cứ không quân, và cũng cho phép không quân Hoa Kỳ và Pháp hoạt động trên lãnh thổ của mình.
Năm 1995, Thái tử Hamad bin Khalifa Al Thani đoạt quyền kiểm soát quốc gia từ người cha là Khalifa bin Hamad Al Thani với ủng hộ của quân đội và nội các cũng như các quốc gia láng giềng và Pháp. Dưới thời Hamad, Qatar trải qua tự do hoá có chừng mực, bao gồm phát sóng đài truyền hình Al Jazeera (1996), cho phép nữ giới bỏ phiếu trong bầu cử cấp đô thị (1999), soạn thảo hiến pháp thành văn đầu tiên của mình (2005) và khánh thành một nhà thờ Công giáo La Mã (2008). Năm 2010, Qatar giành quyền đăng cai Giải bóng đá vô địch thế giới 2022, là quốc gia đầu tiên tại Trung Đông được chọn đăng cai giải đấu này. Tiểu vương từng tuyên bố có kế hoạch tổ chức bầu cử cơ quan lập pháp quốc gia lần đầu vào năm 2013, song bị hoãn lại đến sớm nhất là năm 2019. Hội đồng lập pháp cũng sẽ tổ chức Hội nghị Liên minh Nghị viện lần thứ 140 lần đầu tiên vào tháng 4 năm 2019.
Năm 2003, Qatar trở thành đại bản doanh Bộ Tư lệnh Trung ương Hoa Kỳ và là một trong các địa điểm chính phát động xâm chiếm Iraq. Trong tháng 3 năm 2005, một vụ đánh bom tự sát làm một người thiệt mạng và 15 người bị thương tại Doha gây chấn động toàn quốc, do trước đó Qatar chưa từng xảy ra hành động khủng bố nào. Vụ đánh bom được thực hiện bởi Omar Ahmed Abdullah Ali, một cư dân Ai Cập ở Qatar, người đã nghi ngờ có quan hệ với Al-Qaeda ở Bán đảo Ả Rập. Năm 2011, Qatar tham gia can thiệp quân sự tại Libya và được tường thuật là trang bị vũ khí cho các tổ chức đối lập Libya. Qatar cũng là một nhà tài trợ vũ khí chủ yếu cho các nhóm phiến quân trong nội chiến Syria. Qatar đang theo đuổi thỏa thuận hòa bình Afghanistan và vào tháng 1 năm 2012, Taliban Afghanistan cho biết họ đang thành lập một văn phòng chính trị ở Qatar để tạo điều kiện cho các cuộc đàm phán. Điều này đã được thực hiện để tạo điều kiện cho các cuộc đàm phán hòa bình và với sự hỗ trợ của các quốc gia khác bao gồm Hoa Kỳ và Afghanistan. Ahmed Rashid, viết trên tờ Financial Times, tuyên bố rằng thông qua văn phòng, Qatar đã "tạo điều kiện cho các cuộc họp giữa Taliban và nhiều quốc gia và tổ chức, bao gồm cả bộ ngoại giao Hoa Kỳ, Liên Hợp Quốc, Nhật Bản, một số chính phủ châu Âu và các tổ chức phi chính phủ, tất cả Những người đã cố gắng thúc đẩy ý tưởng về các cuộc đàm phán hòa bình. Các đề xuất vào tháng 9 năm 2017 của các tổng thống của cả Hoa Kỳ và Afghanistan đã dẫn đến sự phản đối từ các quan chức cấp cao của Bộ Ngoại giao Hoa Kỳ.
Trong tháng 6 năm 2013, Tamim bin Hamad Al Thani trở thành tiểu vương của Qatar sau khi được cha trao lại quyền lực. Sheikh Tamim đặt ưu tiên vào cải thiện phúc lợi nội bộ của công dân, trong đó có tạo lập các hệ thống y tế và giáo dục tiến bộ và mở rộng hạ tầng quốc gia để chuẩn bị cho việc đăng cai Giải vô địch bóng đá thế giới 2022.
Năm 2015, Qatar tham gia chiến dịch can thiệp quân sự do Ả Rập Xê Út lãnh đạo tại Yemen chống lại phiến quân Houthis và lực lượng trung thành với cựu tổng thống Ali Abdullah Saleh, người đã bị phế truất trong cuộc nổi dậy Mùa xuân Ả Rập năm 2011.
Ảnh hưởng ngày càng tăng của Qatar và vai trò của nó trong Mùa xuân Ả Rập, đặc biệt là trong cuộc nổi dậy ở Bahrain năm 2011, làm gia tăng căng thẳng kéo dài với Ả Rập Saudi, Các Tiểu vương quốc Ả Rập Thống nhất (UAE) và Bahrain. Ả Rập Saudi, Các Tiểu vương quốc Ả Rập Thống nhất và Bahrain đã cắt đứt quan hệ ngoại giao với Qatar, với lý do nước này bị cáo buộc ủng hộ các nhóm mà họ cho là cực đoan. Điều này đã dẫn đến mối quan hệ kinh tế và quân sự của Qatar tăng lên với Thổ Nhĩ Kỳ và Iran.
Qatar từng đăng cai FIFA World Cup 2022 từ ngày 21 tháng 11 đến 18 tháng 12, trở thành quốc gia Ả Rập đầu tiên đăng cai giải.

## Chính trị

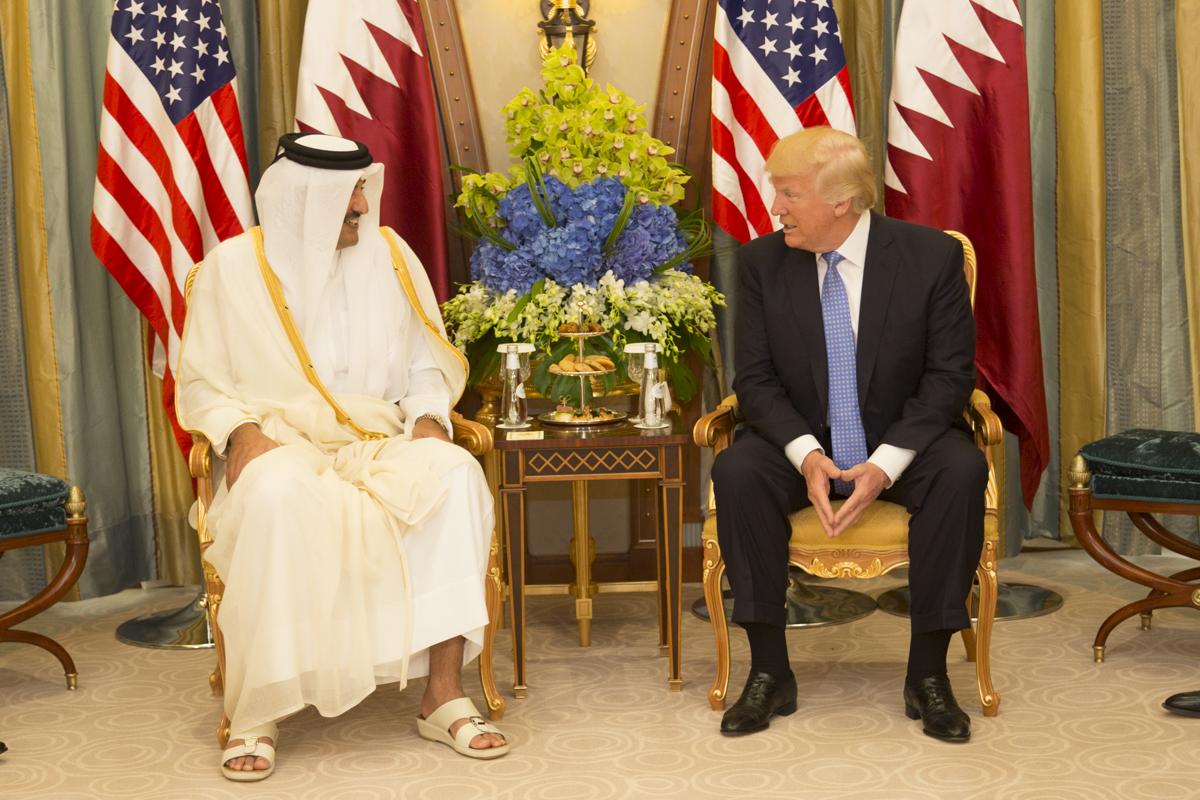
Emir Tamim bin Hamad Al Thani và Tổng thống Hoa Kỳ Donald Trump vào tháng 5 năm 2017

Qatar được nhận định là quốc gia quân chủ lập hiến hoặc quân chủ chuyên chế do gia tộc Al Thani cai trị. Triều đại Al Thani cai trị Qatar kể từ khi gia tộc này thành lập vào năm 1825. Năm 2003, Qatar thông qua hiến pháp mới theo đó cho phép bầu cử trực tiếp 30 trong số 45 thành viên của Hội đồng Lập pháp. Hiến pháp đã được chấp thuận áp đảo trong một cuộc trưng cầu dân ý, với gần 98% ủng hộ.
Emir (tiểu vương) thứ tám của Qatar là Tamim bin Hamad Al Thani, ông được cha là Hamad bin Khalifa Al Thani chuyển giao quyền lực vào ngày 25 tháng 6 năm 2013. Tiểu vương nắm độc quyền bổ nhiệm và bãi nhiệm thủ tướng và các thành viên nội các, tức thành viên của Hội đồng Bộ trưởng. Hội đồng Bộ trưởng cũng đề xướng pháp luật, pháp luật và sắc lệnh do Hội đồng Bộ trưởng đề xuất được chuyển cho Hội đồng Cố vấn (Majilis Al Shura) để thảo luận và sau đó chúng được trình lên Tiểu vương để phê chuẩn. Hiện tại thành viên của Hội đồng Cố vấn đều do Tiểu vương bổ nhiệm.
Pháp luật Qatar không cho phép thành lập các thể chế chính trị hoặc công đoàn.

### Luật Sharia
Luật Sharia là nguồn chính của pháp luật Qatar theo nội dung Hiến pháp Qatar. Trong thực tế, hệ thống pháp luật Qatar là hỗn hợp của dân luật và luật Sharia. Luật Sharia được áp dụng cho các luật liên quan đến gia đình, thừa kế, và một số hành vi hình sự (như thông dâm, cướp và giết người). Trong một số vụ tố tụng tại các toà án gia đình dựa theo luật Sharia, lời làm chứng của một nữ giới có giá trị bằng một nửa lời làm chứng của một nam giới. Luật gia đình được hệ thống hoá vào năm 2006. Chế độ đa thê Hồi giáo được cho phép trong nước.
Đánh roi được sử dụng tại Qatar để trừng phạt tội tiêu thụ đồ uống có cồn hoặc quan hệ tình dục bất hợp pháp. Điều 88 của bộ luật hình sự Qatar quy định hình phạt cho tội thông dâm là 100 roi và vào năm 2006, một phụ nữ Philippines đã nhận hình phạt đó. Trong năm 2010, ít nhất 18 người (chủ yếu là người nước ngoài) đã bị kết án nhận từ 40 đến 100 roi vì các hành vi phạm tội liên quan đến "quan hệ tình dục bất hợp pháp" hoặc uống rượu. Trong năm 2011, ít nhất 21 người (chủ yếu là công dân nước ngoài) đã bị kết án từ 30 đến 100 roi vì những lý do tương tự và năm 2012, sáu người nước ngoài đã bị kết án 40 hoặc 100 roi. Vào tháng 4 năm 2013, một người nước ngoài theo đạo Hồi đã bị kết án 40 roi vì uống rượu và vào tháng 6 năm 2014, một người nước ngoài Hồi giáo đã bị kết án 40 roi vì uống rượu và lái xe. Ném đá là một hình phạt hợp pháp ở Qatar, bội giáo và đồng tính luyến ái là những tội ác bị trừng phạt bằng án tử hình. Báng bổ có thể bị trừng phạt đến bảy năm tù và tội khuyến dụ cải đạo có thể bị trừng phạt đến 10 năm tù.
Tiêu thụ đồ uống có cồn là việc hợp pháp cục bộ tại Qatar; một số khách sạn sang trọng được phép bán đồ uống có cồn cho các khách hàng phi Hồi giáo. Người Hồi giáo không được phép tiêu thụ đồ uống có cồn tại Qatar và nếu vi phạm có thể bị đánh roi hoặc trục xuất. Ngoại kiều phi Hồi giáo có thể xin giấy phép mua đồ uống có cồn để tiêu thụ cá nhân. Công ty Phân phối Qatar được phép nhập khẩu đồ uống có cồn và thịt lợn, cửa hàng rượu duy nhất của công ty và Qatar cũng bán thịt lợn cho người có giấy phép mua rượu. Các quan chức Qatar cũng biểu thị sẵn sàng cho phép đồ uống có cồn trong "các khu vực người hâm mộ" tại Giải vô địch bóng đá thế giới 2022.
Cho đến năm 2011, các nhà hàng trên Pearl-Qatar (một hòn đảo nhân tạo gần Doha) được phép phục vụ đồ uống có cồn. Tuy nhiên vào tháng 12 năm 2011, các nhà hàng ở Pearl đã được yêu cầu ngừng bán rượu. Không có lời giải thích nào được đưa ra cho lệnh cấm mặc dù suy đoán bao gồm khuyến khích một hình ảnh ngoan đạo hơn trước một cuộc bầu cử quan trọng và những tin đồn về tranh chấp tài chính giữa chính phủ và các nhà phát triển khu nghỉ dưỡng. Lệnh cấm rượu sau đó đã được dỡ bỏ.
Vào năm 2014, một chiến dịch nhỏ đã được đưa ra để nhắc nhở khách du lịch về quy định trang phục hạn chế của đất nước. Khách du lịch nữ được khuyên không nên mặc quần legging, váy ngắn, áo không tay hoặc quần áo ngắn hoặc bó sát nơi công cộng. Đàn ông đã được cảnh báo không chỉ mặc quần short và singlet.

### Nhân quyền
Theo Bộ Ngoại giao Hoa Kỳ, những người lao động nước ngoài từ các quốc gia khắp châu Á và một phần của châu Phi tự nguyện di cư đến Qatar với tư cách là những người lao động có tay nghề thấp hoặc người giúp việc gia đình, nhưng một số điều kiện sau đó phải đối mặt với tình trạng không tự nguyện. Một số vi phạm quyền lao động phổ biến hơn bao gồm đánh đập, từ chối thanh toán, tính phí cho người lao động vì lợi ích mà người sử dụng lao động phải chịu, hạn chế quyền tự do đi lại (như tịch thu hộ chiếu, giấy thông hành hoặc giấy phép xuất cảnh), giam giữ tùy tiện, các mối đe dọa của hành động pháp lý và tấn công tình dục. Nhiều công nhân nhập cư đến làm việc tại Qatar đã trả các khoản phí cắt cổ cho các nhà tuyển dụng ở nước họ.
Kể từ năm 2014, một số quy định của Bộ luật hình sự Qatar cho phép các hình phạt như thả nổi và ném đá được áp dụng như là các biện pháp trừng phạt hình sự. Công ước chống Tra tấn của Liên Hợp Quốc phát hiện ra rằng những hành vi này cấu thành vi phạm các nghĩa vụ do Công ước Liên Hợp Quốc chống tra tấn. Qatar giữ nguyên án tử hình, chủ yếu là các mối đe dọa chống lại an ninh quốc gia như khủng bố. Việc sử dụng hình phạt tử hình là rất hiếm và không có vụ hành quyết nhà nước nào xảy ra ở Qatar kể từ năm 2003. Ở Qatar, hành vi đồng tính luyến ái là bất hợp pháp và có thể bị trừng phạt bằng cách xử tử.
Theo các quy định của luật tài trợ của Qatar, các nhà tài trợ có quyền đơn phương hủy bỏ giấy phép cư trú của công nhân, từ chối khả năng thay đổi người sử dụng lao động, báo cáo một công nhân là "bỏ trốn" cho chính quyền cảnh sát và từ chối cho phép rời khỏi đất nước. Qatar cũng không duy trì tiêu chuẩn tiền lương cho lao động nhập cư. Qatar ủy quyền cho công ty luật quốc tế DLA Piper đưa ra một báo cáo điều tra hệ thống lao động nhập cư. Vào tháng 5 năm 2014, DLA Piper đã đưa ra hơn 60 khuyến nghị để cải cách hệ thống kafala bao gồm việc bãi bỏ thị thực xuất cảnh và giới thiệu mức lương tối thiểu mà Qatar đã cam kết thực hiện.
Vào tháng 5 năm 2012, các quan chức Qatar đã tuyên bố ý định cho phép thành lập một công đoàn độc lập. Qatar cũng tuyên bố sẽ loại bỏ hệ thống tài trợ của mình cho lao động nước ngoài, đòi hỏi tất cả người lao động nước ngoài phải được bảo trợ bởi các chủ lao động địa phương. Những thay đổi bổ sung đối với luật lao động bao gồm một điều khoản đảm bảo rằng tất cả tiền lương của người lao động được trả trực tiếp vào tài khoản ngân hàng của họ và những hạn chế mới khi làm việc ngoài trời trong những giờ nóng nhất trong mùa hè. Dự thảo luật mới được công bố vào đầu năm 2015 yêu cầu các công ty không trả lương cho công nhân đúng hạn có thể tạm thời mất khả năng thuê thêm nhân viên.
Vào tháng 10 năm 2015, Tiểu vương quốc Qatar đã ký thành luật cải cách mới đối với hệ thống tài trợ của đất nước, với luật mới có hiệu lực trong vòng một năm. Các nhà phê bình cho rằng những thay đổi có thể không giải quyết được một số vấn đề về quyền lao động.
Đất nước này đã giới thiệu phụ nữ cùng lúc với nam giới liên quan đến cuộc bầu cử năm 1999 cho một Hội đồng thành phố trung ương. Những cuộc bầu cử này, lần đầu tiên tại Qatar, đã được tổ chức một cách có chủ ý vào ngày 8 tháng 3 năm 1999, Ngày Quốc tế Phụ nữ.

### Quan hệ ngoại giao

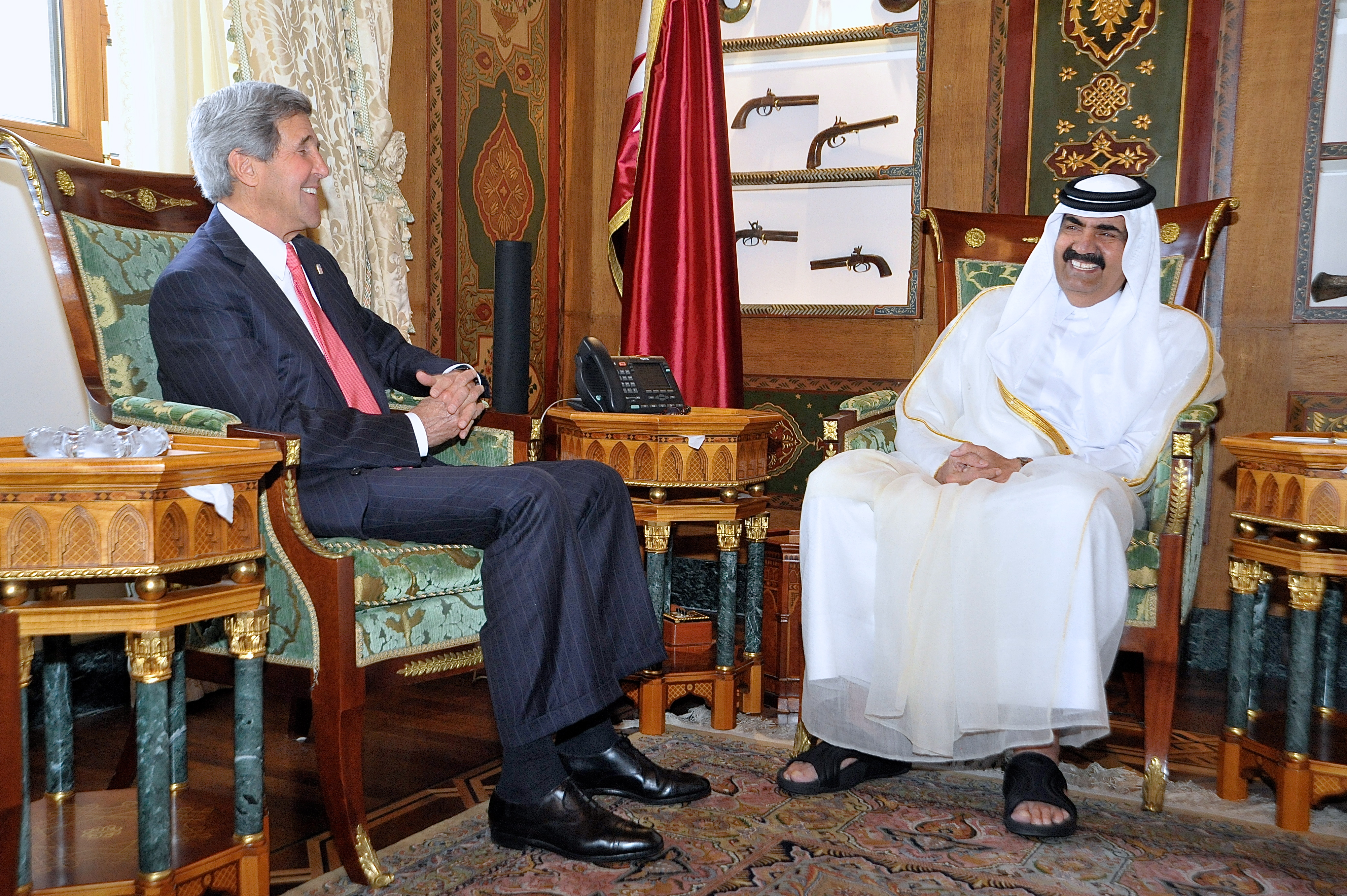
Cựu vương Hamad bin Khalifa Al Thani và Ngoại trưởng Hoa Kỳ John Kerry năm 2013.

Là một quốc gia nhỏ bên cạnh các láng giềng lớn, Qatar nỗ lực phát huy ảnh hưởng và bảo vệ quốc gia cùng triều đại. Từ năm 1760 đến năm 1971, Qatar tìm kiếm bảo hộ chính thức từ các thế lực như Ottoman, Anh, triều đại Al-Khalifa từ Bahrain, triều đại Wahhabi từ Ả Rập Xê Út. Mức độ chú ý quốc tế gia tăng và vai trò tích cực trong sự vụ quốc tế của Qatar khiến một số nhà phân tích nhận định đây là một cường quốc bậc trung. Qatar là một thành viên từ ban đầu của OPEC và là một thành viên sáng lập của Hội đồng Hợp tác Vùng Vịnh (GCC). Qatar cũng là một thành viên của Liên đoàn Ả Rập. Qatar không chấp thuận thẩm quyền cưỡng chế của Tòa án Công lý Quốc tế.

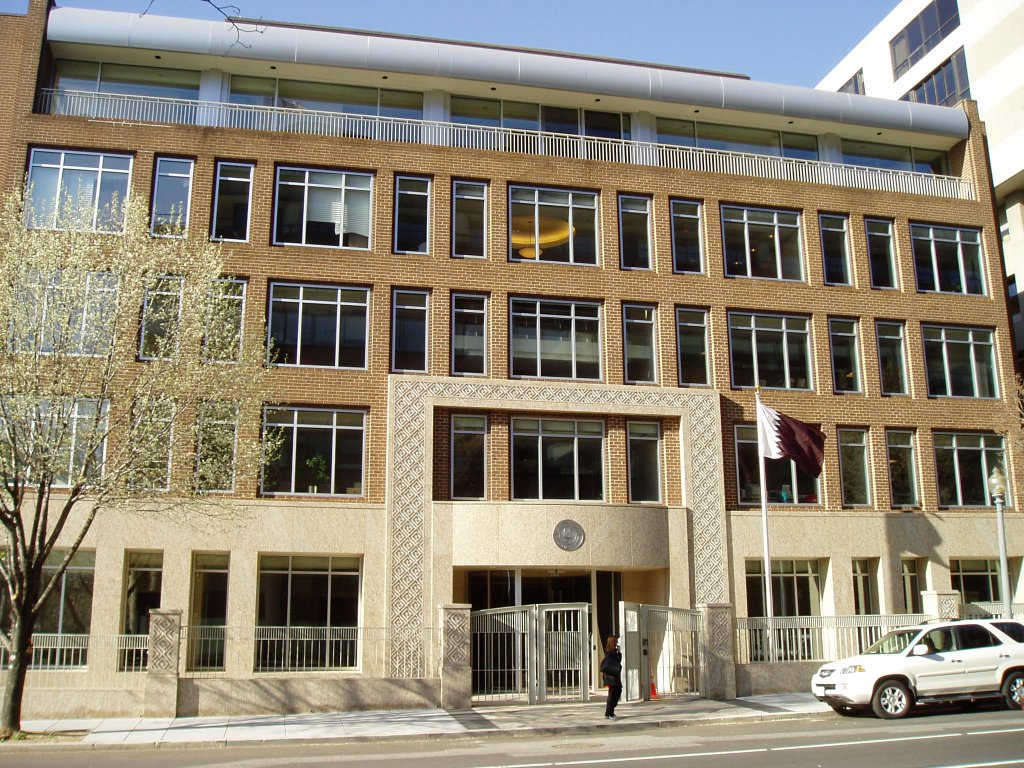
Đại sứ quán Qatar tại Washington, D.C.

Qatar cũng có quan hệ song phương với nhiều cường quốc. Qatar là một đồng minh chiến lược của Trung Quốc, với mối quan hệ giữa hai nước ngày càng bền chặt. Qatar chứa căn cứ không quân Al Udeid của Mỹ và Anh, là trung tâm của toàn bộ hoạt động hàng không của Mỹ và Anh tại vịnh Ba Tư. Mặc dù sở hữu căn cứ chiến lược này, Qatar không phải luôn là một đồng minh nhiệt tình của phương Tây. Qatar từng cho phép Taliban lập một văn phòng chính trị và có quan hệ mật thiết với Iran, bao gồm chia sẻ một mỏ khí đốt. Theo các văn kiện bị rò rỉ trên The New York Times, thành tích của Qatar về các nỗ lực chống khủng bố là "tệ nhất trong khu vực". Bức điện cho rằng cơ quan an ninh của Qatar "do dự về hành động chống lại các phần tử khủng bố đã được nhận dạng do lo ngại tỏ ra liên kết với Hoa Kỳ và kích động trả thù".
Qatar có quan hệ hỗn hợp với các láng giềng trong khu vực vịnh Ba Tư. Qatar ký một thoả thuận hợp tác phòng thủ với Iran, hai quốc gia chỉa sẻ mỏ khí đốt đơn lẻ lớn nhất thế giới. Qatar là quốc gia thứ nhì sau Pháp công khai tuyên bố công nhận Hội đồng Chuyển tiếp Quốc gia Libya là chính phủ hợp pháp của Libya trong bối cảnh nội chiến Libya 2011.
Năm 2014, quan hệ giữa Qatar với Bahrain, Ả Rập Xê Út, và Các Tiểu vương quốc Ả Rập Thống nhất trở nên căng thẳng do Qatar ủng hộ Tổ chức Anh em Hồi giáo và các nhóm cực đoan tại Syria. Điều tạo nên đỉnh điểm căng thẳng trong ba quốc gia nói trên là việc rút đại sứ của họ khỏi Qatar vào tháng 3 năm 2014. Qatar cũng tham gia vào chiến dịch bí mật Timber Sycamore do CIA dẫn đầu để huấn luyện và vũ trang phiến quân Syria. 

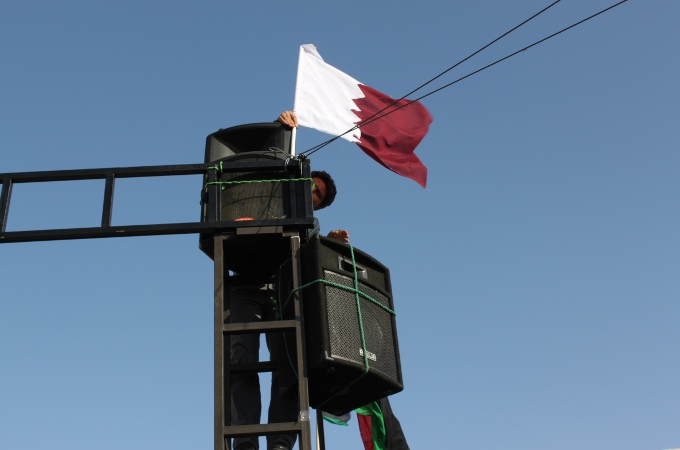
Cờ của Qatar ở Libya sau Nội chiến Libya; Qatar đã đóng một vai trò có ảnh hưởng trong Mùa xuân Ả Rập.

Trong những năm gần đây, Qatar đã sử dụng các chiến binh Hồi giáo ở một số quốc gia bao gồm Ai Cập, Syria, Libya, Somalia và Mali để tiếp tục chính sách đối ngoại của mình. Các nhóm Hồi giáo từ các nhóm Anh em Hồi giáo đến các nhóm Salafist đã phục vụ như một bộ khuếch đại quyền lực cho đất nước vì họ tin rằng từ đầu Mùa xuân Ả Rập, các nhóm này đại diện cho làn sóng của tương lai. David Cohen, Bộ trưởng Bộ Khủng bố và Tình báo tài chính tại Kho bạc Hoa Kỳ, nói rằng Qatar là một "khu vực pháp lý cho phép tài trợ khủng bố" ở miền bắc Syria. Tính đến  năm 2015, Qatar, Ả Rập Xê Út và Thổ Nhĩ Kỳ công khai hỗ trợ Quân đội Chinh phục, một nhóm chống chính phủ trong Nội chiến Syria bao gồm Mặt trận Al-Nusra và liên minh Salafi khác là Ahrar ash-Sham.
Qatar ủng hộ tổng thống dân cử Mohamed Morsi của Ai Cập thông qua ngoại giao và mạng lưới truyền thông Al Jazeera trước khi ông ta bị hạ bệ do đảo chính lãnh đạo bởi Abdel Fattah el-Sisi.
Mối liên kết giữa Qatar với Hamas được báo cáo lần đầu vào đầu năm 2012, hứng chịu chỉ trích từ Israel, Hoa Kỳ, Ai Cập và Ả Rập Xê Út, "những nước buộc tội Qatar phá hoại ổn định khu vực bằng cách ủng hộ Hamas." Tuy nhiên, Bộ trưởng Ngoại giao Qatar đã từ chối ủng hộ Hamas và sửa chữa các yêu sách bị cáo buộc của họ, nói rằng "Chúng tôi không ủng hộ Hamas nhưng chúng tôi ủng hộ người Palestine." Sau thỏa thuận hòa bình, Qatar đã cam kết viện trợ nhân đạo 1 tỷ đô la cho Gaza.

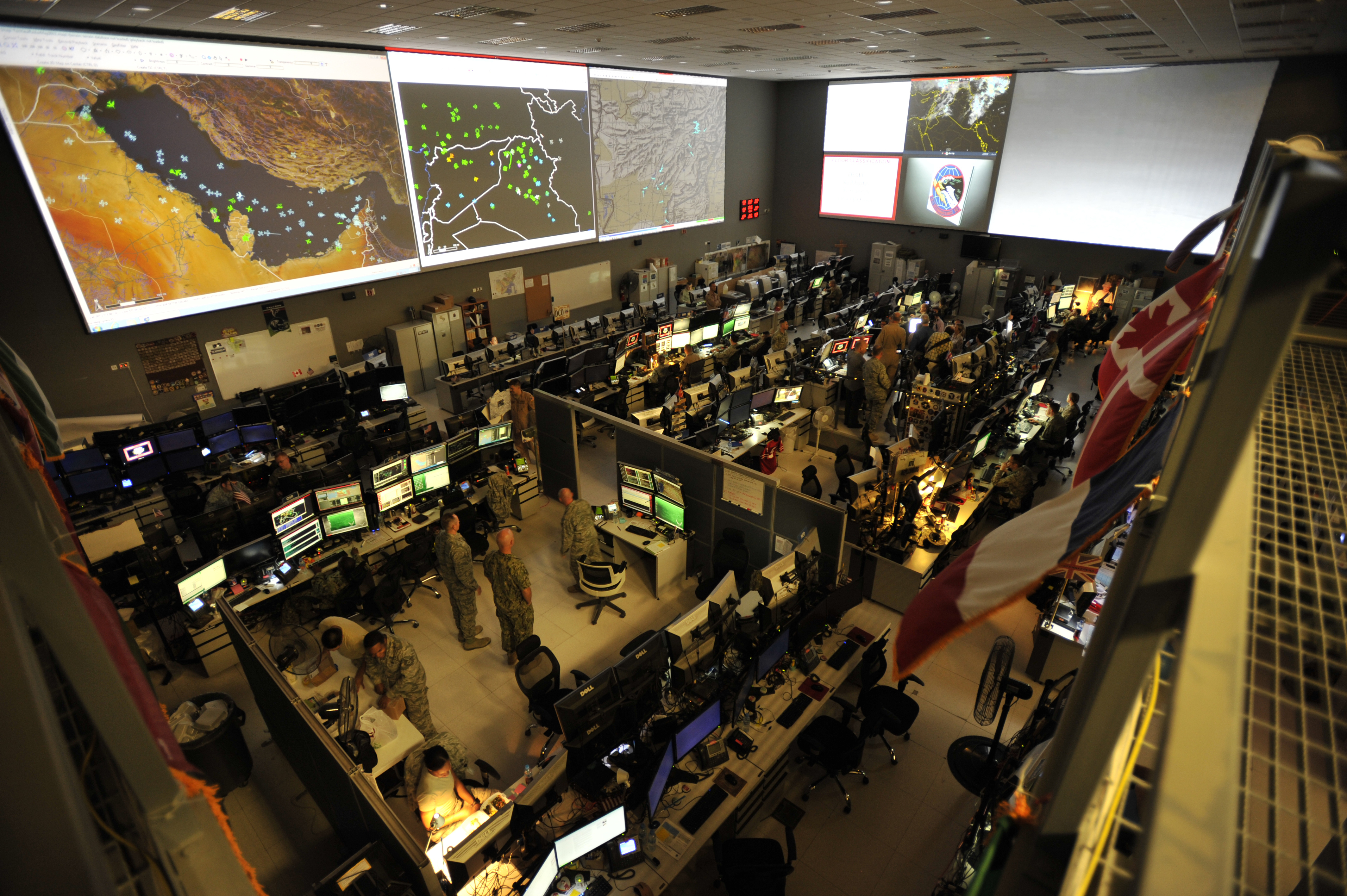
Trung tâm điều hành không trung và không gian của Hoa Kỳ (CAOC) tại căn cứ không quân Al Udeid cung cấp chỉ huy và kiểm soát sức mạnh không quân trên khắp Iraq, Syria, Afghanistan và 17 quốc gia khác.

Qatar đã tổ chức những hội nghị học tập, tôn giáo, chính trị và kinh tế. Diễn đàn Doha thường niên lần thứ 11 gần đây đã đưa các nhà tư tưởng chủ chốt, các chuyên gia thuộc nhiều lĩnh vực và nhân vật chính trị từ khắp nơi trên thế giới để thảo luận về dân chủ, truyền thông và công nghệ thông tin, thương mại tự do và các vấn đề an ninh quốc gia. Ngoài ra, diễn đàn đã giới thiệu hội nghị Tương lai kinh tế Trung Đông từ năm 2006. Trong thời gian gần đây, Qatar đã tổ chức các cuộc đàm phán hòa bình giữa các phe phái đối thủ trên toàn cầu. Đáng chú ý trong số này bao gồm Thỏa thuận Darfur. Tuyên bố Doha là cơ sở của tiến trình hòa bình ở Darfur và nó đã đạt được những thành tựu đáng kể cho khu vực châu Phi. Thành tựu đáng chú ý bao gồm khôi phục an ninh và ổn định, tiến bộ trong quá trình xây dựng và tái thiết, trả lại cư dân và đoàn kết người dân Darfur để đối mặt với những thách thức và thúc đẩy tiến trình hòa bình. Qatar đã quyên góp 88,5 triệu bảng tiền để tài trợ cho việc phục hồi và tái thiết ở Darfur.
Tháng 6 năm 2017, Bahrain, Ả Rập Xê Út, Các Tiểu vương quốc Ả Rập Thống nhất, Ai Cập, Yemen (chính phủ Hadi), Libya (chính phủ Hòa hợp Quốc gia) và Maldives chấm dứt quan hệ ngoại giao với Qatar, cáo buộc nước này "ủng hộ chủ nghĩa khủng bố Anh em Hồi giáo". Ả Rập Xê Út giải thích động thái này là một biện pháp cần thiết trong việc bảo vệ an ninh của vương quốc. Quân đội Qatar cũng bị loại khỏi liên minh quân sự ở Yemen. Ai Cập đã đóng cửa không phận và cảng biển cho tất cả các phương tiện giao thông của Qatar.
Vào tháng 6 năm 2018, Ả Rập Xê Út đã tuyên bố đấu thầu xây dựng một tuyến đường thủy, Kênh Salwa, ở biên giới của họ với Qatar, điều này sẽ dẫn đến Qatar trở thành một quốc đảo.

### Quân sự

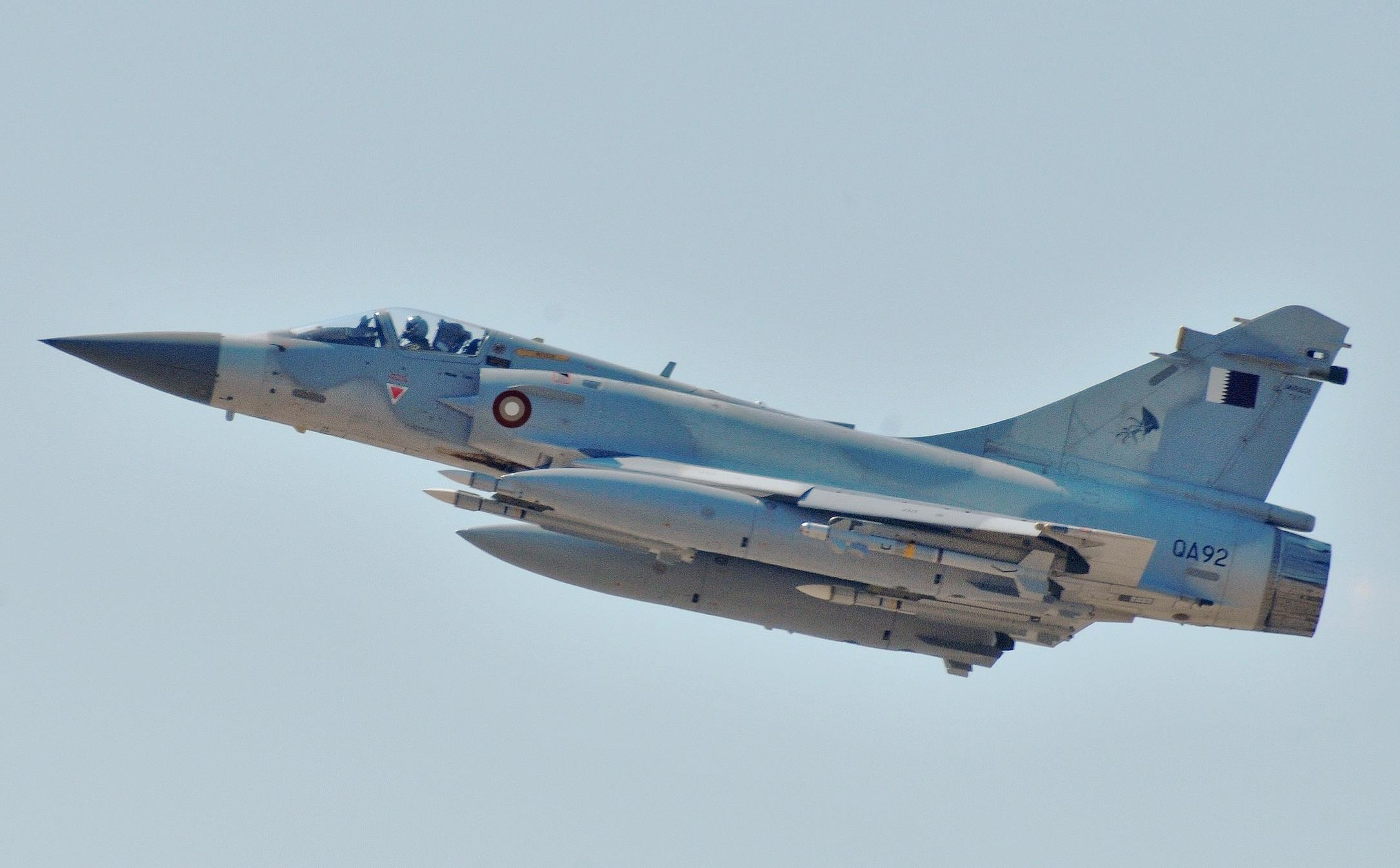
Dassault Mirage 2000 của Qatar bay trên không phận Libya.

Qatar duy trì lực lượng quân sự khiêm tốn gồm khoảng 11.800 người, trong đó có lục quân (8.500), hải quân (1.800) và không quân (1.500). Qatar gần đây đã ký kết các thoả ước phòng thủ với Hoa Kỳ và Anh Quốc, trước đó từng ký kết với Pháp vào năm 1994. Qatar giữ vai trò tích cực trong các nỗ lực phòng thủ tập thể của Hội đồng Hợp tác Vùng Vịnh; năm thành viên còn lại là Ả Rập Xê Út, Kuwait, Bahrain, UAE và Oman. Qatar có một căn cứ không quân lớn do Hoa Kỳ vận hành, tạo ra một nguồn đảm bảo về quốc phòng và an ninh. Chi tiêu quốc phòng của Qatar chiếm khoảng 4,2% GDP vào năm 1993 và 1,5% tổng sản phẩm quốc nội trong năm 2010, năm gần đây nhất có sẵn trong cơ sở dữ liệu thống kê SIPRI. Sự hiện diện của căn cứ không quân Al Udeid được vận hành bởi Hoa Kỳ và một số quốc gia khác của Liên Hợp Quốc, cung cấp một nguồn bảo đảm quốc phòng và an ninh quốc gia. Năm 2008, Qatar chi tiêu 2,355 tỷ USD cho quân sự, chiếm 2,3% GDP. Lực lượng đặc biệt của Qatar do Pháp và các quốc gia phương Tây khác huấn luyện và được cho là có kỹ năng đáng kể. Họ từng giúp phiến quân Libya trong trận Tripoli (2011).

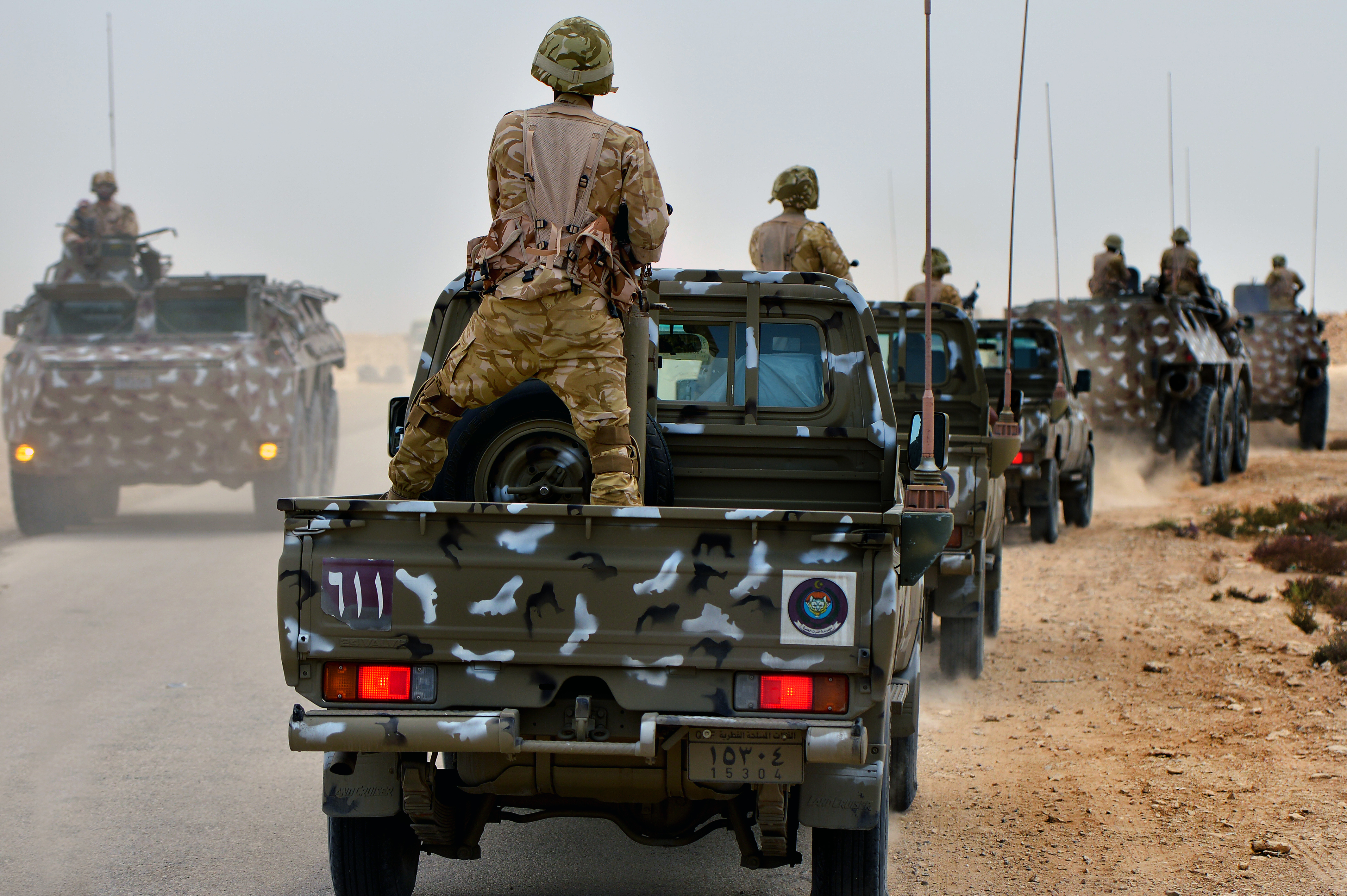
Lực lượng vũ trang Qatar trong cuộc tập trận chung với quân đội Hoa Kỳ

Viện Nghiên cứu Hoà bình Quốc tế Stockholm (SIPRI) cho rằng vào giai đoạn 2010–14 Qatar là nước nhập khẩu vũ khí lớn thứ 46 trên thế giới. Tuy nhiên, báo cáo của SIPRI viết rằng Qatar đã tăng tốc các kế hoạch nhằm chuyển đổi và mở rộng đáng kể lực lượng vũ trang. Đơn đặt hàng năm 2013 cho 62 xe tăng và 24 pháo tự hành từ Đức đã được tiếp nối vào năm 2014 bằng một số hợp đồng khác, bao gồm 24 máy bay trực thăng chiến đấu và 3 máy bay cảnh báo và kiểm soát sớm từ Mỹ và 2 máy bay chở dầu từ Tây Ban Nha. Năm 2015, Qatar là nhà nhập khẩu vũ khí lớn thứ 16 trên thế giới và năm 2016, xếp thứ 11, theo SIPRI.
Quân đội Qatar đã tham gia vào cuộc tấn công của người Ả Rập Xê Út dẫn đầu ở Yemen chống lại Shia Houthis. Vào năm 2015, Al Jazeera Mỹ đã báo cáo: "Nhiều báo cáo cho thấy liên minh do Ả Rập dẫn đầu chống lại các nhóm đối lập ở Yemen đã tấn công bừa bãi dân thường và sử dụng bom chùm ở các khu vực dân sự, vi phạm luật pháp quốc tế." Các bệnh viện cũng đã bị ném bom bởi Ả Rập Xê Út và những người hoạt động cùng với họ. Qatar đã bị đình chỉ khỏi liên minh tại Yemen do cuộc khủng hoảng ngoại giao năm 2017.

## Địa lý
Bán đảo Qatar nhô ra 160 km vào vịnh Ba Tư, nằm giữa vĩ tuyến 24° và 27° Bắc, giữa kinh tuyến 50° và 52° Đông. Hầu hết lãnh thổ gồm một đồng bằng thấp và khô cằn, phủ đầy cát. Về phía đông nam có Khawr al Udayd ("biển nội hải"), một khu vực có các đụn cát lăn bao quanh một vịnh nhỏ của vịnh Ba Tư.
Điểm cao nhất tại Qatar là Qurayn Abu al Bawl với cao độ 103 m tại Jebel Dukhan ở phía đông, nó là một dãy đá vôi lộ đỉnh chạy theo chiều bắc-nam từ Zikrit qua Umm Bab đến biên giới phía nam. Khu vực Jebel Dukhan cũng có mỏ dầu trên bộ chính của Qatar, trong khi các mỏ khí đốt nằm ở ngoài khơi, về phía tây bắc của bán đảo.

### Đa dạng sinh học và môi trường
Qatar ký kết Công ước về Đa dạng sinh học Rio vào ngày 11 tháng 6 năm 1992, và trở thành một bên của công ước vào ngày 21 tháng 8 năm 1996. Sau đó, nó đã tạo ra một Kế hoạch hành động và chiến lược đa dạng sinh học quốc gia, được công ước thừa nhận vào ngày 18 tháng 5 năm 2005. Tổng cộng 142 loài nấm được phát hiện tại Qatar. Một cuốn sách gần đây của Bộ Môi trường dẫn ra rằng các loài thằn lằn được biết hoặc được cho là tồn tại trong Qatar, dựa trên một nghiên cứu quốc tế.
Trong hai thập niên, Qatar có lượng phát thải CO2 bình quân cao nhất thế giới, đạt 49,1 tấn trên người vào năm 2008. Người dân Qatar cũng nằm trong số tiêu thụ nước bình quân cao nhất thế giới, mỗi người trung bình sử dụng khoảng 400 lít nước mỗi ngày.
Năm 2008, Qatar phát động Tầm nhìn quốc gia 2030, trong đó nhấn mạnh phát triển môi trường là một trong bốn mục tiêu chính của Qatar trong hai thập niên sau. Tầm nhìn quốc gia cam kết phát triển lựa chọn thay thế bền vững cho năng lượng dựa trên dầu mỏ nhằm bảo vệ môi trường địa phương và toàn cầu.

### Khí hậu
| Dữ liệu khí hậu của Qatar                                                       | Dữ liệu khí hậu của Qatar | Dữ liệu khí hậu của Qatar | Dữ liệu khí hậu của Qatar | Dữ liệu khí hậu của Qatar | Dữ liệu khí hậu của Qatar | Dữ liệu khí hậu của Qatar | Dữ liệu khí hậu của Qatar | Dữ liệu khí hậu của Qatar | Dữ liệu khí hậu của Qatar | Dữ liệu khí hậu của Qatar | Dữ liệu khí hậu của Qatar | Dữ liệu khí hậu của Qatar | Dữ liệu khí hậu của Qatar |
| Tháng                                                                           | 1                         | 2                         | 3                         | 4                         | 5                         | 6                         | 7                         | 8                         | 9                         | 10                        | 11                        | 12                        | Năm                       |
| ------------------------------------------------------------------------------- | ------------------------- | ------------------------- | ------------------------- | ------------------------- | ------------------------- | ------------------------- | ------------------------- | ------------------------- | ------------------------- | ------------------------- | ------------------------- | ------------------------- | ------------------------- |
| Trung bình ngày tối đa °C (°F)                                                  | 22 (72)                   | 23 (73)                   | 27 (81)                   | 33 (91)                   | 39 (102)                  | 42 (108)                  | 42 (108)                  | 42 (108)                  | 39 (102)                  | 35 (95)                   | 30 (86)                   | 25 (77)                   | 33 (92)                   |
| Tối thiểu trung bình ngày °C (°F)                                               | 14 (57)                   | 15 (59)                   | 17 (63)                   | 21 (70)                   | 27 (81)                   | 29 (84)                   | 31 (88)                   | 31 (88)                   | 29 (84)                   | 25 (77)                   | 21 (70)                   | 16 (61)                   | 23 (74)                   |
| Lượng Giáng thủy trung bình mm (inches)                                         | 12.7 (0.50)               | 17.8 (0.70)               | 15.2 (0.60)               | 7.6 (0.30)                | 2.5 (0.10)                | 0 (0)                     | 0 (0)                     | 0 (0)                     | 0 (0)                     | 0 (0)                     | 2.5 (0.10)                | 12.7 (0.50)               | 71 (2.8)                  |
| Nguồn: http://us.worldweatheronline.com/doha-weather-averages/ad-dawhah/qa.aspx |                           |                           |                           |                           |                           |                           |                           |                           |                           |                           |                           |                           |                           |

## Hành chính

Các thành phố ở tính đến năm 2014

Từ năm 2014, Qatar được chia thành tám thành phố, tiếng Ả Rập gọi là baladiyah.
1. Al Shamal
2. Al Khor
3. Umm Salal
4. Al-Shahaniya
5. Al Daayen
6. Al Rayyan
7. Doha
8. Al Wakrah

Các thành phố được chia nhỏ thành 98 khu vực (tính đến 2015), lần lượt được chia thành các cụm.

## Kinh tế

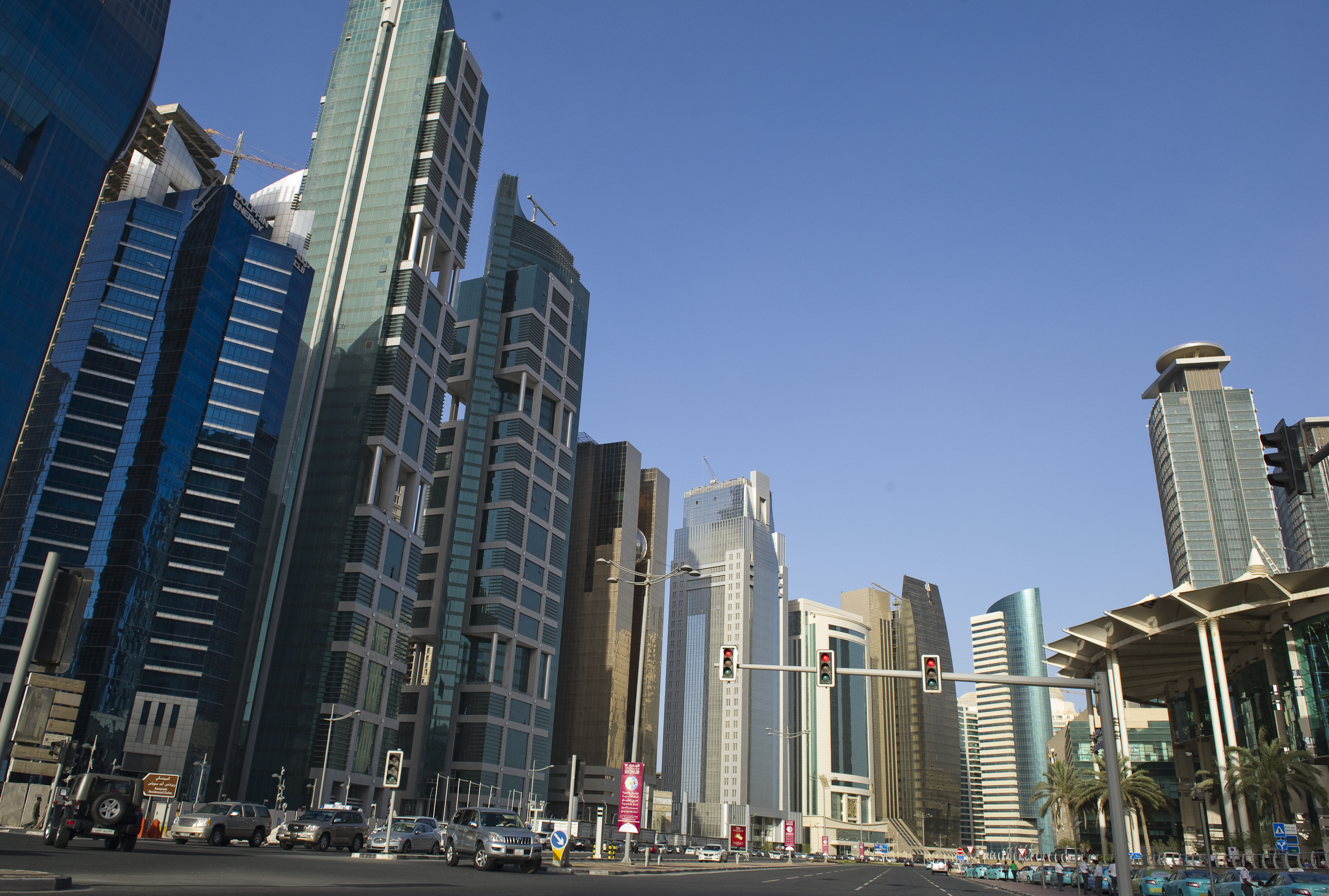
Khu thương mại tại Doha.

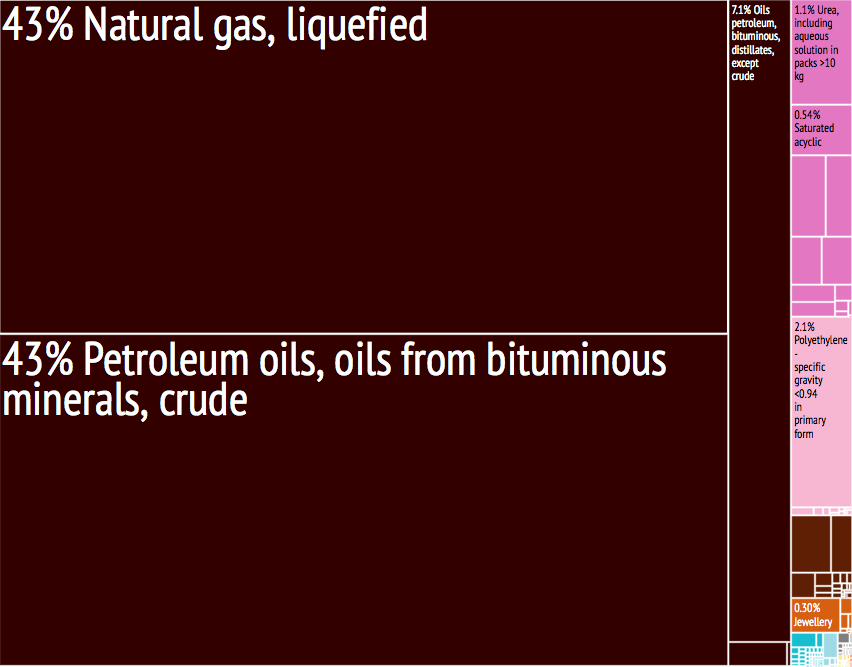
Mô tả đồ họa về xuất khẩu sản phẩm của Qatar trong 28 loại được mã hóa màu (2011).

Trước khi phát hiện được dầu mỏ, kinh tế Qatar tập trung vào ngư nghiệp và tìm kiếm ngọc trai. Báo cáo của thống đốc địa phương thuộc đế quốc Ottoman vào năm 1892 viết rằng tổng thu nhập từ tìm kiếm ngọc trai vào năm 1892 là 2.450.000 kran. Sau khi ngọc trai nuôi cấy của Nhật Bản xuất hiện trên thị trường thế giới vào thập niên 1920 và 1930, ngành công nghiệp ngọc trai của Qatar phá sản. Phát hiện thấy dầu mỏ tại Qatar vào năm 1940, tại mỏ Dukhan. Dầu mỏ từ đó biến đổi kinh tế Qatar, và hiện nay đây là quốc gia có mức sinh hoạt cao (đối với các công dân). Qatar (cùng với Bahrain) không áp thuế thu nhập, và là một trong các quốc gia có mức thuế thấp nhất trên thế giới. Tỷ lệ thất nghiệp trong tháng 6 năm 2013 là 0,1%. Luật doanh nghiệp yêu cầu công dân Qatar cần phải nắm giữ 51% của bất kỳ dự án kinh doanh nào tại đây.
Tính đến  năm 2016, Qatar có GDP/người cao thứ tư trên thế giới, theo số liệu của Quỹ Tiền tệ Quốc tế Qatar phụ thuộc cao độ vào người lao động ngoại quốc để phát triển kinh tế, quy mô công nhân di cư lên đến 86% dân số và 94% lực lượng lao động (theo một tường thuật vào năm 2015). Qatar đã bị Tổng liên đoàn Lao động Quốc tế chỉ trích. Tăng trưởng kinh tế của Qatar hầu như chỉ dựa trên ngành dầu khí và các ngành công nghiệp khí đốt tự nhiên, bắt đầu vào năm 1940. Qatar là quốc gia xuất khẩu khí đốt tự nhiên hoá lỏng hàng đầu thế giới. Năm 2012, một ước tính cho rằng Qatar sẽ đầu tư trên 120 tỷ USD vào lĩnh vực năng lượng trong khoảng 10 năm sau đó. Qatar là thành viên của Tổ chức các nước xuất khẩu dầu lửa (OPEC), gia nhập tổ chức này từ năm 1961.

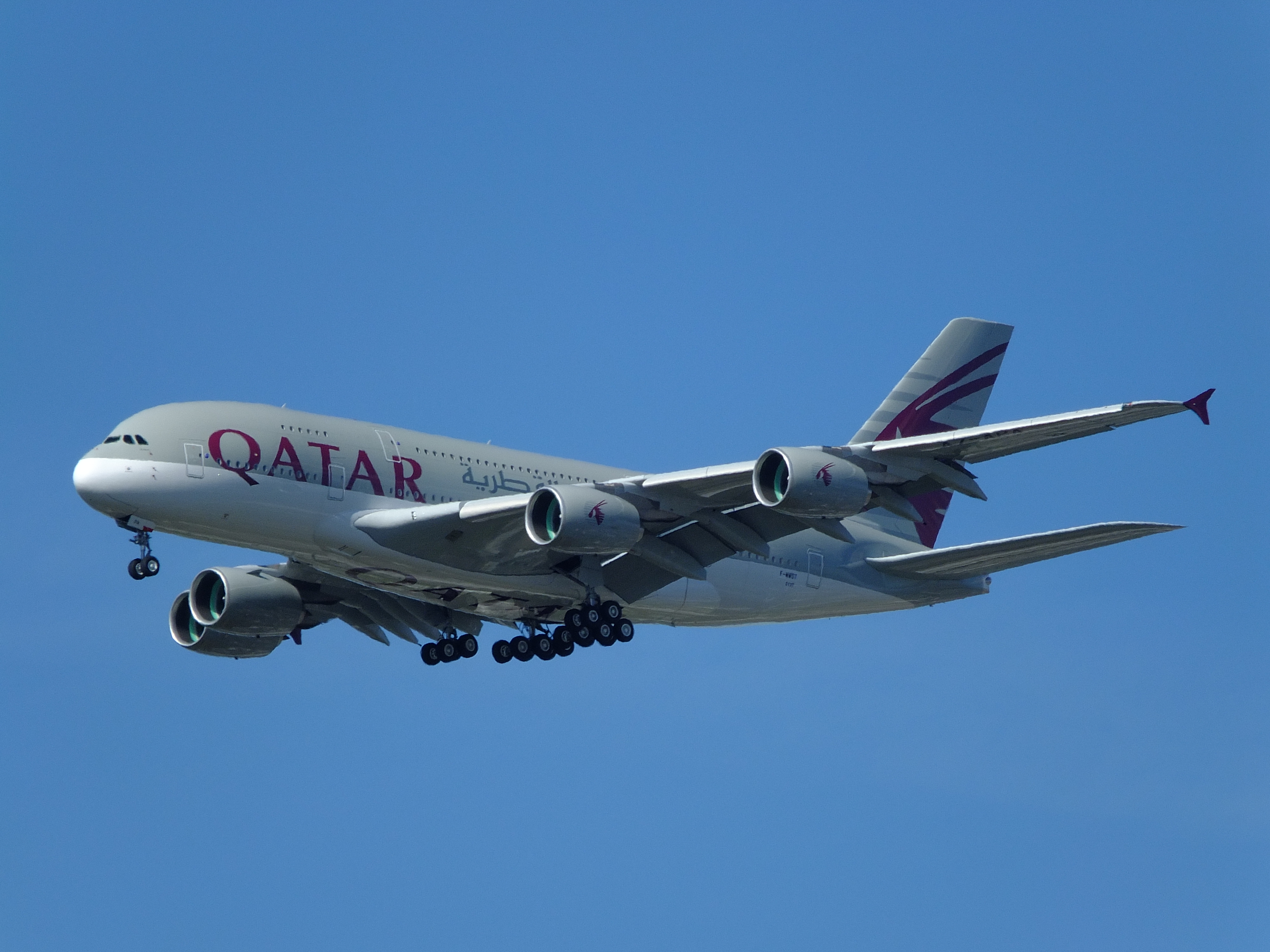
Airbus A380 thuộc Qatar Airways, một trong những hãng hàng không lớn nhất thế giới, liên kết hơn 150 điểm đến quốc tế từ trụ sở tại Doha.

Các tòa nhà cao tầng ở Doha.

Năm 2012, Qatar giữ được vị trí quốc gia giàu nhất thế giới (xét theo thu nhập bình quân) lần thứ ba liên tiếp, sau khi vượt qua Luxembourg vào năm 2010. Theo nghiên cứu của Viện Tài chính Quốc tế tại Washington, D.C., GDP/người của Qatar xét theo ngang giá sức mua (PPP) là 106.000 USD (387.000 riyal Qatar) vào năm 2012, giúp đất nước giữ được thứ hạng là quốc gia giàu có nhất thế giới. Luxembourg đã đứng thứ hai với gần 80.000 đô la và Singapore thứ ba với thu nhập bình quân đầu người khoảng 61.000 đô la. Theo nghiên cứu này thì GDP của Qatar đạt 182 tỷ USD vào năm 2012 và được cho là lên mức cao nhất trong lịch sử do xuất khẩu khí đốt gia tăng và giá dầu cao. Nghiên cứu cho biết rằng Cơ quan Đầu tư Qatar (QIA) có tài sản 115 tỷ USD, xếp hạng 12 trong số các quỹ đầu tư quốc gia lớn nhất thế giới.

Văn phòng Ngân hàng Trung ương Qatar tại Doha.

Cơ quan Đầu tư Qatar được thành lập vào năm 2005, là quỹ đầu tư quốc gia chuyên về đầu tư ra nước ngoài. Sở hữu hàng tỷ USD thu được từ ngành dầu khí, chính phủ Qatar tiến hành đầu tư trực tiếp vào Hoa Kỳ, châu Âu và châu Á-Thái Bình Dương. Tính đến năm 2013, các tài sản nắm giữ được định giá 100 tỷ đô la. Qatar Holding là nhánh đầu tư quốc tế của cơ quan, và kể từ năm 2009 Qatar Holding mỗi năm nhận được 30-40 tỷ USD từ nhà nước. Tính đến  năm 2014, thể chế này đã đầu tư khắp thế giới trong các công ty như Valentino, Siemens, Printemps, Harrods, The Shard, Barclays Bank, sân bay Heathrow, Paris Saint-Germain F.C., Volkswagen Group, Royal Dutch Shell, Bank of America, Tiffany, Ngân hàng Nông nghiệp Trung Quốc, Sainsbury's, BlackBerry, and Santander Brasil.
Đất nước này không có thuế, nhưng chính quyền đã công bố kế hoạch đánh thuế đối với đồ ăn vặt và các mặt hàng xa xỉ. Thuế sẽ được áp dụng đối với hàng hóa gây hại cho cơ thể con người - ví dụ như thức ăn nhanh, sản phẩm thuốc lá và nước ngọt. Việc triển khai các loại thuế ban đầu này được cho là do giá dầu giảm và thâm hụt mà nước này phải đối mặt vào năm 2016. Ngoài ra, nước này đã bị cắt giảm việc làm trong năm 2016 từ các công ty dầu khí và các ngành khác trong chính phủ.

### Năng lượng
Tính đến  năm 2012, Qatar có trữ lượng dầu mỏ được xác minh là 15 tỷ thùng, còn các mỏ khí đốt tại đây chiếm hơn 13% trữ lượng toàn cầu. Nhờ đó, Qatar trở thành quốc gia giàu có hàng đầu thế giới, không ai trong số hai triệu cư dân tại đây sống trước mức nghèo khổ và tỷ lệ thất nghiệp là dưới 1%.

Cơ sở Oryx GTL tại Qatar

Kinh tế Qatar chịu suy thoái trong giai đoạn từ 1982 đến 1989. OPEC đặt hạn ngạch về sản lượng dầu thô, giá dầu thấp, và triển vọng nhìn chung không khả quan của thị trường quốc tế làm giảm thu nhập từ dầu mỏ. Để đối phó, chính phủ Qatar cắt giảm chi tiêu, kết quả là môi trường kinh doanh địa phương suy thoái khiến nhiều hãng cắt giảm nhân viên ngoại kiều. Do kinh tế phục hồi trong thập niên 1900, số lượng ngoại kiều, đặc biệt là từ Ai Cập và Nam Á lại tăng lên.
Sản lượng dầu sẽ không còn đạt đỉnh 500.000 thùng (80.000 m³) mỗi ngày do các mỏ dầu dự kiến sẽ hầu như cạn kiệt đến năm 2023. Tuy nhiên, Qatar có trữ lượng khí đốt tự nhiên lớn tại duyên hải đông bắc. Kinh tế Qatar bùng nổ vào năm 1991 khi hoàn thành giai đoạn I trị giá 1,5 tỷ USD phát triển khí đốt North Field. Năm 1996, Qatargas đặt kế hoạch bắt đầu xuất khẩu khí đốt tự nhiên hoá lỏng sang Nhật Bản. Các giai đoạn tiếp theo của phát triển khí đốt North Field trị giá nhiều tỷ USD.
Các dự án công nghiệp năng của Qatar đều nằm tại Umm Said, gồm một nhà máy lọc dầu có công suất 50.000 thùng (8.000 m³) mỗi ngày, một nhà máy phân bón urea và ammoniac, một nhà máy thép, và một nhà máy hoá dầu. Toàn bộ đều sử dụng khí đốt làm nhiên liệu, và hầu hết là liên doanh giữa các hãng châu Âu và Nhật Bản với Công ty Dầu khí Quốc doanh Qatar (QGPC). Hoa Kỳ là nhà cung cấp thiết bị lớn cho ngành dầu khí Qatar, và các công ty Hoa Kỳ đóng vai trò lớn trong phát triển khí đốt North Field.
Tầm nhìn quốc gia 2030 của Qatar đặt ra việc đầu tư vào các nguồn tái tạo thành một mục tiêu lớn của nước này trong giai đoạn tới. Qatar theo đuổi chương trình "Qatar hoá", theo đó toàn bộ thể chế liên doanh và cơ quan chính phủ phấn đấu để đưa công dân Qatar vào các vị trí quyền lực cao hơn. Ngày càng nhiều người Qatar tiếp nhận giáo dục tại nước ngoài, trong đó nhiều người du học tại Hoa Kỳ và trở về quê hương để giữ các chức vụ chủ chốt vốn trước đây do ngoại kiều nắm giữ. Nhằm kiểm soát dòng công nhân ngoại quốc, Qatar tiến hành thắt chặt quản lý các chương trình nhân lực ngoại quốc của họ. An ninh là nền tảng chính trong các quy tắc và điều lệ nhập cảnh và nhập cư nghiêm ngặt của Qatar.

### Vận chuyển

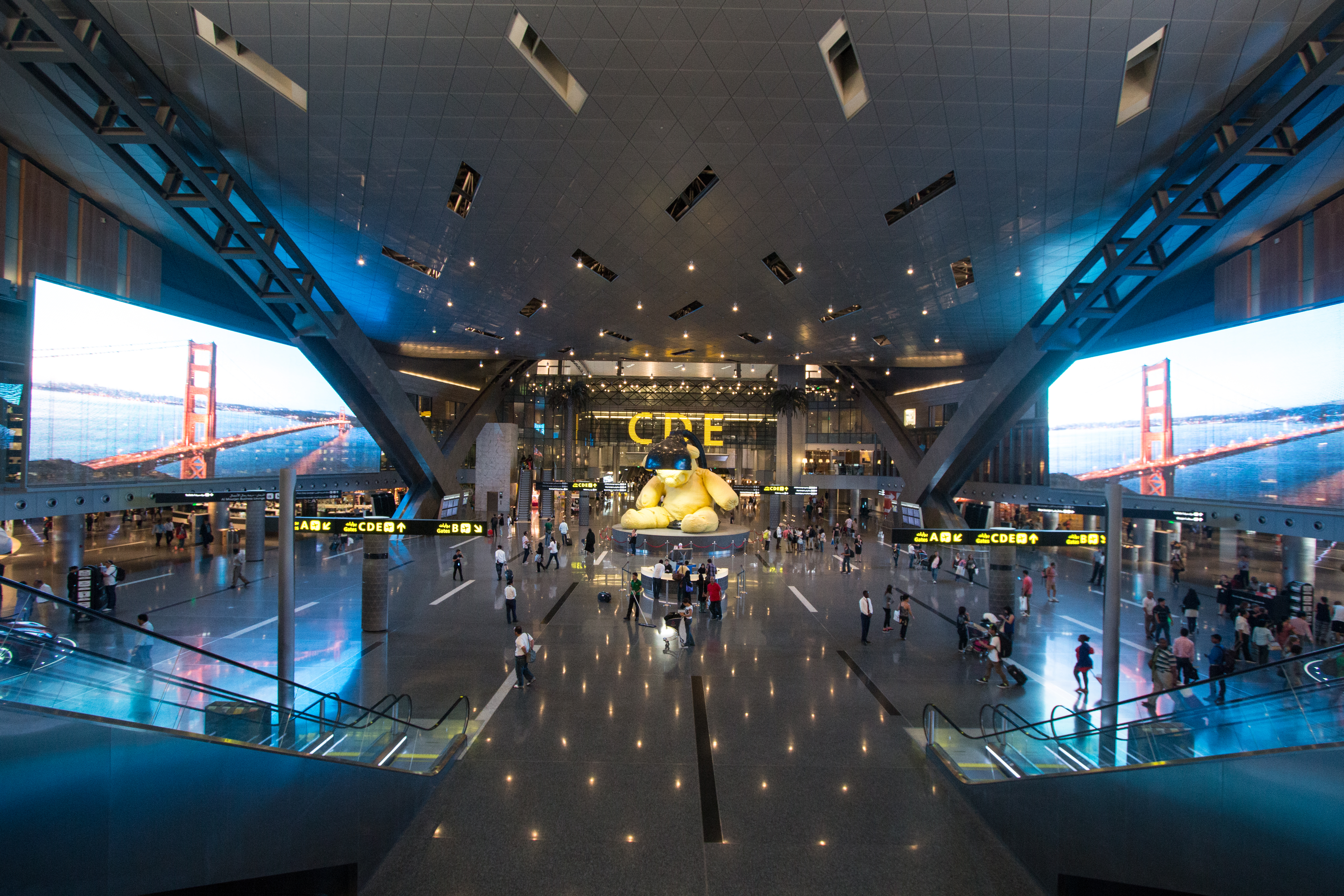
Sân bay quốc tế Hamad

Với dân số gia tăng nhanh chóng và tăng trưởng kinh tế đáng kể trong thập kỷ qua, một mạng lưới giao thông rộng lớn và đáng tin cậy đang ngày càng trở nên cần thiết trong Qatar. Cho đến nay, chính phủ, nhà phát triển giao thông chính, đã làm tốt về mặt theo kịp nhu cầu cho các lựa chọn giao thông mới. Năm 2008, Cơ quan Công trình Công cộng (Ashghal), một trong những cơ quan giám sát sự phát triển cơ sở hạ tầng, đã trải qua một cuộc cải tổ lớn để hợp lý hóa và hiện đại hóa chính quyền để chuẩn bị cho việc mở rộng dự án lớn trên tất cả các phân khúc trong tương lai gần. Ashghal làm việc song song với Cơ quan Quy hoạch và Phát triển đô thị (UPDA), cơ quan thiết kế quy hoạch tổng thể giao thông, được thành lập vào tháng 3 năm 2006 và hoạt động đến năm 2025.
Vì lái xe là phương thức vận tải chính ở Qatar, mạng lưới đường bộ là trọng tâm chính của kế hoạch. Các điểm nổi bật của dự án trong phân khúc này bao gồm Đường cao tốc Doha trị giá hàng tỷ đô la và Đường cao tốc Qatar Bahrain, sẽ kết nối Qatar với Bahrain và Ả Rập Saudi và được coi là một cột mốc quan trọng trong kết nối khu vực.
Các lựa chọn vận chuyển nhanh, như tàu điện ngầm Doha, hệ thống đường sắt nhẹ và mạng lưới xe buýt rộng lớn hơn, cũng đang được phát triển để giảm bớt tắc nghẽn đường bộ. Ngoài ra, hệ thống đường sắt đang được mở rộng đáng kể và cuối cùng có thể tạo thành một phần không thể thiếu của mạng lưới toàn GCC nối liền tất cả các quốc gia Ả Rập của Vịnh Ba Tư. Sân bay cũng vậy, đang mở rộng công suất để theo kịp lượng khách tăng.
Sân bay quốc tế Hamad là sân bay quốc tế của Doha. Năm 2014 đã thay thế Sân bay Quốc tế Doha cũ thành sân bay chính của Qatar. Năm 2016, sân bay được mệnh danh là sân bay bận rộn thứ 50 trên thế giới bởi lưu lượng hành khách, phục vụ 37.283.987 hành khách, tăng 20,2% so với năm 2015.

Cảng Hamad là cảng biển chính của Qatar, nằm ở phía nam Doha trong khu vực Umm Al-Houl. Xây dựng cảng bắt đầu từ năm 2010; nó đã đi vào hoạt động vào tháng 12 năm 2016. Nó được chính thức khai trương vào tháng 9 năm 2017 và dự kiến sẽ đi vào hoạt động vào năm 2020. Có khả năng xử lý tới 7,8 triệu tấn sản phẩm hàng năm, phần lớn thương mại đi qua cảng bao gồm thực phẩm và vật liệu xây dựng. Trên bờ biển phía bắc, cảng Ras Laffan đóng vai trò là cơ sở xuất khẩu LNG rộng lớn nhất trên thế giới.

## Nhân khẩu
Số người tại Qatar dao động đáng kể theo mùa, do quốc gia này dựa nhiều vào lao động di cư. Vào đầu năm 2017, tổng dân số Qatar là 2,6 triệu, với người nước ngoài không phải là người Ả Rập chiếm phần lớn dân số Qatar. Chỉ 313.000 người là công dân Qatar (12%) và 2,3 triệu người (88%) còn lại là ngoại kiều.
Tổng số người Nam Á (từ các quốc gia thuộc tiểu lục địa Ấn Độ bao gồm Sri Lanka) chiếm hơn 1,5 triệu người (60%) dân số Qatar. Người Ấn Độ là cộng đồng lớn nhất với số lượng là 650.000 năm 2017, tiếp đến là 350.000 người Nepal, 280.000 người Bangladesh, 260.000 người Philippines, 200.000 người Ai Cập, 145.000 người Sri Lanka và 125.000 người Pakistan.

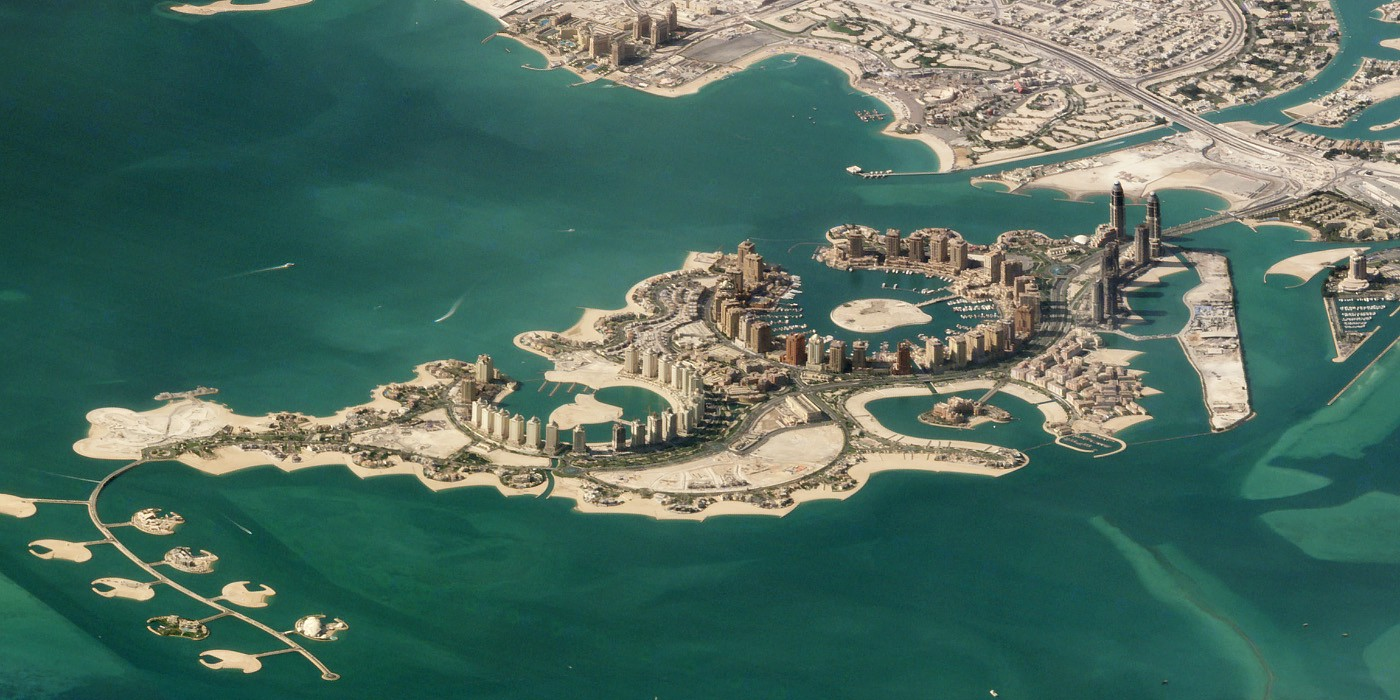
Khu dân cư tại Pearl

Dữ liệu nhân khẩu đầu tiên của Qatar là từ năm 1892 và được tiến hành bởi các thống đốc Ottoman trong khu vực. Theo đó cư dân trong các đô thị tại Qatar đạt 9.830 người. Theo điều tra nhân khẩu năm 2010, tổng dân số Qatar là 1.699.435. Trong tháng 1 năm 2013, Cơ quan Thống kê Qatar ước tính dân số quốc gia đạt 1.903.447, trong đó 1.405.164 là nam và 498.283 là nữ. Trong cuộc điều tra nhân khẩu lần đầu tiên vào năm 1970, dân số đạt 111.133. Dân số tăng gấp ba lần trong một thập niên cho đến năm 2011, từ mức hơn 600.000 người vào năm 2001, khiến công dân Qatar chiếm ít hơn 15% tổng dân số. Dòng lao động nam giới làm lệch cân bằng giới tính, và nữ giới hiện chỉ chiếm một phần tư dân số.
Dự báo của Cơ quan Thống kê Qatar cho rằng tổng dân số Qatar có thể đạt 2,8 triệu đến năm 2020. Chiến lược Phát triển Quốc gia Qatar (2011–16) ước tính rằng dân số quốc gia sẽ đạt 1,86 triệu vào năm 2016 với tốc độ tăng trưởng là 2,1% mỗi năm. Tuy nhiên dân số tăng lên đến 1,83 triệu vào cuối năm 2012, tăng trưởng 7,5% so với năm trước đó.

### Tôn giáo
Tôn giáo tại Qatar (2010)

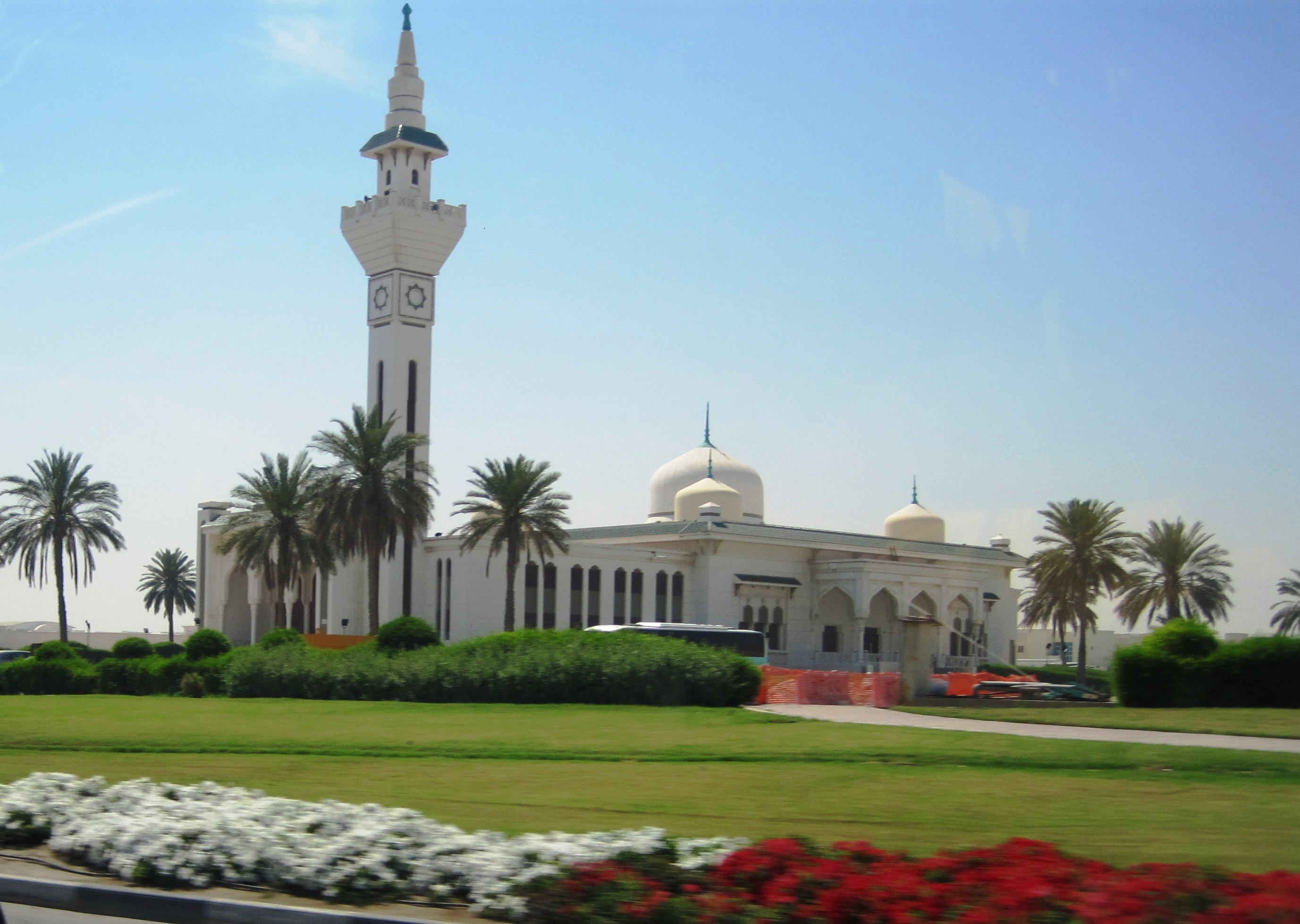
Thánh đường Hồi giáo tại Qatar

Hồi giáo là tôn giáo chi phối tại Qatar và được xem là quốc giáo mặc dù không phải là tôn giáo duy nhất trong nước. Hầu hết các công dân Qatar thuộc phong trào Hồi giáo Salafi của hệ Sunni, và khoảng 5-15% người Hồi giáo tại Qatar theo dòng Hồi giáo Shia còn các phái Hồi giáo khác có rất ít tín đồ, Thành phần tôn giáo của cư dân Qatar: 67,7% là người Hồi giáo, 13,8% là người Cơ Đốc giáo, 13,8% là người Ấn Độ giáo và 3,1% là người Phật giáo, những tín đồ tôn giáo khác hoặc không liên kết tôn giáo chiếm 1,6% còn lại.
Tín đồ Cơ Đốc giáo tại Qatar hầu như đều là người ngoại quốc. Kể từ năm 2008, tín đồ Cơ Đốc giáo được phép xây nhà thờ trên khu đất do chính phủ tặng, song hoạt động truyền giáo từ ngoại quốc không được khuyến khích một cách chính thức. Các nhà thờ đang hoạt động bao gồm Nhà thờ Mar Thoma, Nhà thờ Syria chính thống Malankara, Nhà thờ Công giáo La Mã của Đức Mẹ Mân côi và Nhà thờ Anh giáo Epiphany. Ngoài ra còn có hai nhà thờ Mormon.

### Ngôn ngữ
Tiếng Ả Rập là ngôn ngữ chính thức tại Qatar, phương ngữ địa phương là tiếng Ả Rập Qatar. Ngôn ngữ ký hiệu Qatar là ngôn ngữ của cộng đồng người điếc. Tiếng Anh được sử dụng phổ biến trong vai trò ngôn ngữ thứ hai, và ngày càng trở thành một ngôn ngữ chung, đặc biệt là trong thương nghiệp, đến mức độ người ta phải tiến hành các bước đi nhằm bảo vệ tiếng Ả Rập trước nạn xâm lấn của tiếng Anh. Tiếng Anh đặc biệt hữu dụng khi giao thiệp với cộng đồng ngoại kiều đông đảo tại Qatar. Do Qatar là một quốc gia đa văn hoá, nên có nhiều ngôn ngữ được nói tại đây, như tiếng Ba Tư, Brahui, Hindi, Malayalam, Urdu, Pashto, Kannada, Tamil, Telugu, Nepal, Sinhala, Bengal, Tagalog và Bahasa Indonesia.
Năm 2012, Qatar gia nhập tổ chức Cộng đồng Pháp ngữ (OIF) nói tiếng Pháp quốc tế với tư cách là thành viên liên kết mới. Tuy nhiên, vào tháng 12 năm 2013, nhật báo Le Monde của Pháp tiết lộ rằng Qatar, nơi có rất ít người nói tiếng Pháp bản địa, chưa trả bất kỳ đóng góp nào cho OIF, trong khi Quản trị viên của OIF phàn nàn vào năm 2015 rằng Qatar đã không giữ bất kỳ lời hứa nào mà họ đưa ra khi gia nhập tổ chức và chưa bao giờ trả phí thành viên hàng năm.

## Văn hoá
Văn hoá Qatar tương tự như văn hoá các quốc gia khác tại miền đông của bán đảo Ả Rập, chịu ảnh hưởng đáng kể của Hồi giáo. Ngày Quốc khánh Qatar được tổ chức vào 18 tháng 12 hàng năm, và có vai trò quan trọng trong phát triển ý thức bản sắc dân tộc. Ngày này được tổ chức để kỷ niệm sự kiện Jassim bin Mohammed Al Thani kế vị và ông sau đó thống nhất các bộ lạc trên bán đảo. Kể từ ngày 1 tháng 7 năm 2008, Hamad Bin Abdulaziz Al-Kawari là Bộ trưởng Văn hóa, Nghệ thuật và Di sản của Qatar.

### Nghệ thuật và bảo tàng
Một số thành viên cao cấp của gia đình Al Thani cầm quyền ở Qatar là những nhà sưu tầm nghệ thuật Hồi giáo và đương đại nổi tiếng.

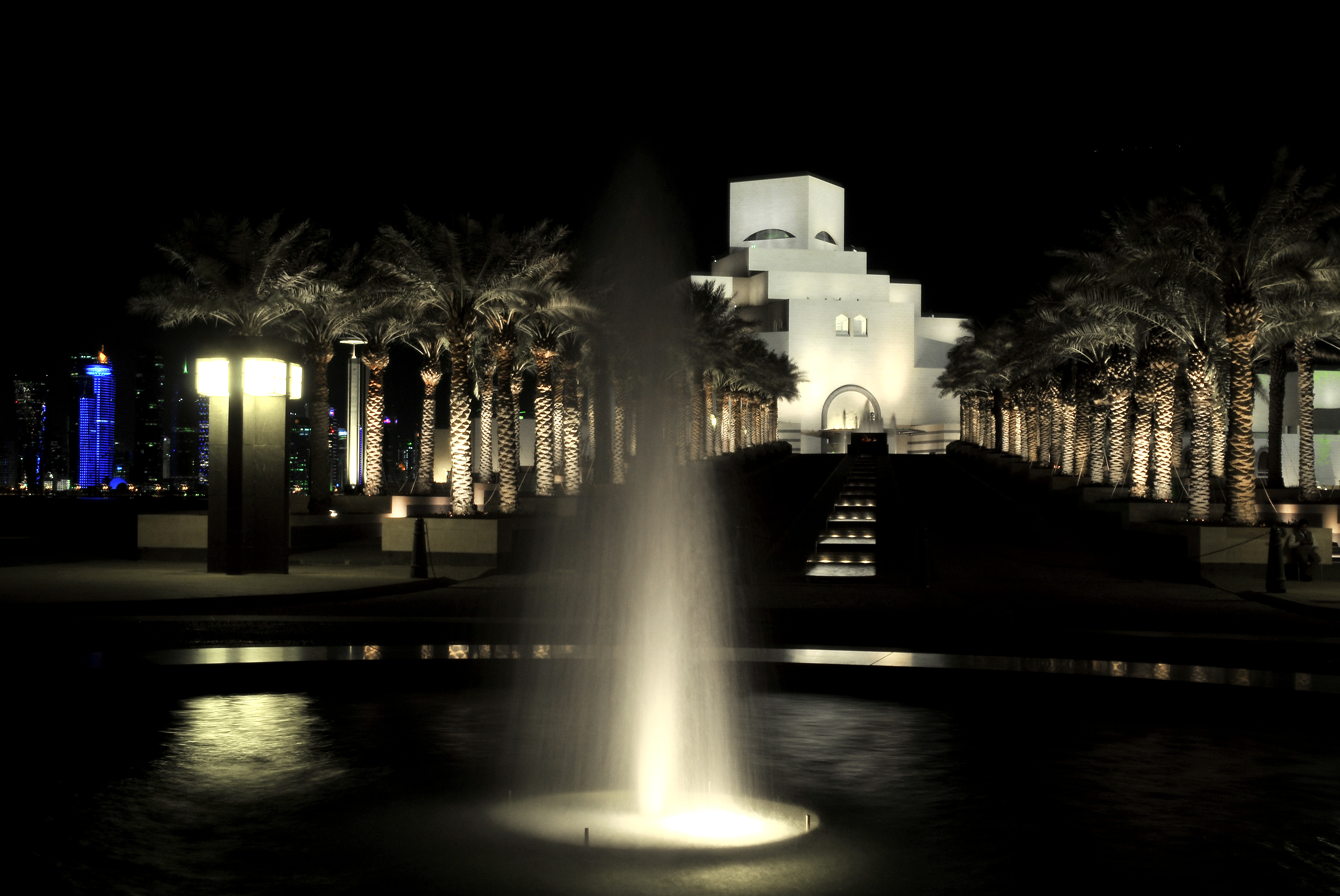
Bảo tàng Nghệ thuật Hồi giáo, Doha

Bảo tàng Nghệ thuật Hồi giáo tại Doha được khai trương vào năm 2008, được cho là một trong các bảo tàng tốt nhất khu vực. Nó cùng một vài bảo tàng khác của Qatar, như Bảo tàng Nghệ thuật hiện đại Ả Rập, nằm dưới quyền quản lý của Cơ quan Bảo tàng Qatar (QMA) có lãnh đạo là Công chúa Al-Mayassa bint Hamad bin Khalifa Al-Thani và nhà sưu tập trứ danh Sheikh Hassan bin Mohammed Al Thani. QMA cũng tài trợ cho các sự kiện nghệ thuật ở nước ngoài, như triển lãm lớn của Takahashi Murakami ở Versailles (2010) và Damien Hirst ở London (2012).
Qatar là khách hàng lớn nhất thế giới trong thị trường nghệ thuật nếu xét theo giá trị. Lĩnh vực văn hoá của Qatar đang được phát triển để khiến quốc gia này được thế giới công nhận, đóng góp cho sự phát triển của một quốc gia chủ yếu dựa vào khí đốt.
Bảo tàng Quốc gia Qatar hiện đang được xây dựng, nằm đối diện với Phố đi bộ ở thủ đô Doha của Qatar. Ban đầu nó được lên kế hoạch mở vào năm 2016 nhưng việc mở cửa đã bị đẩy lùi đến ngày 28 tháng 3 năm 2019.

### Văn học

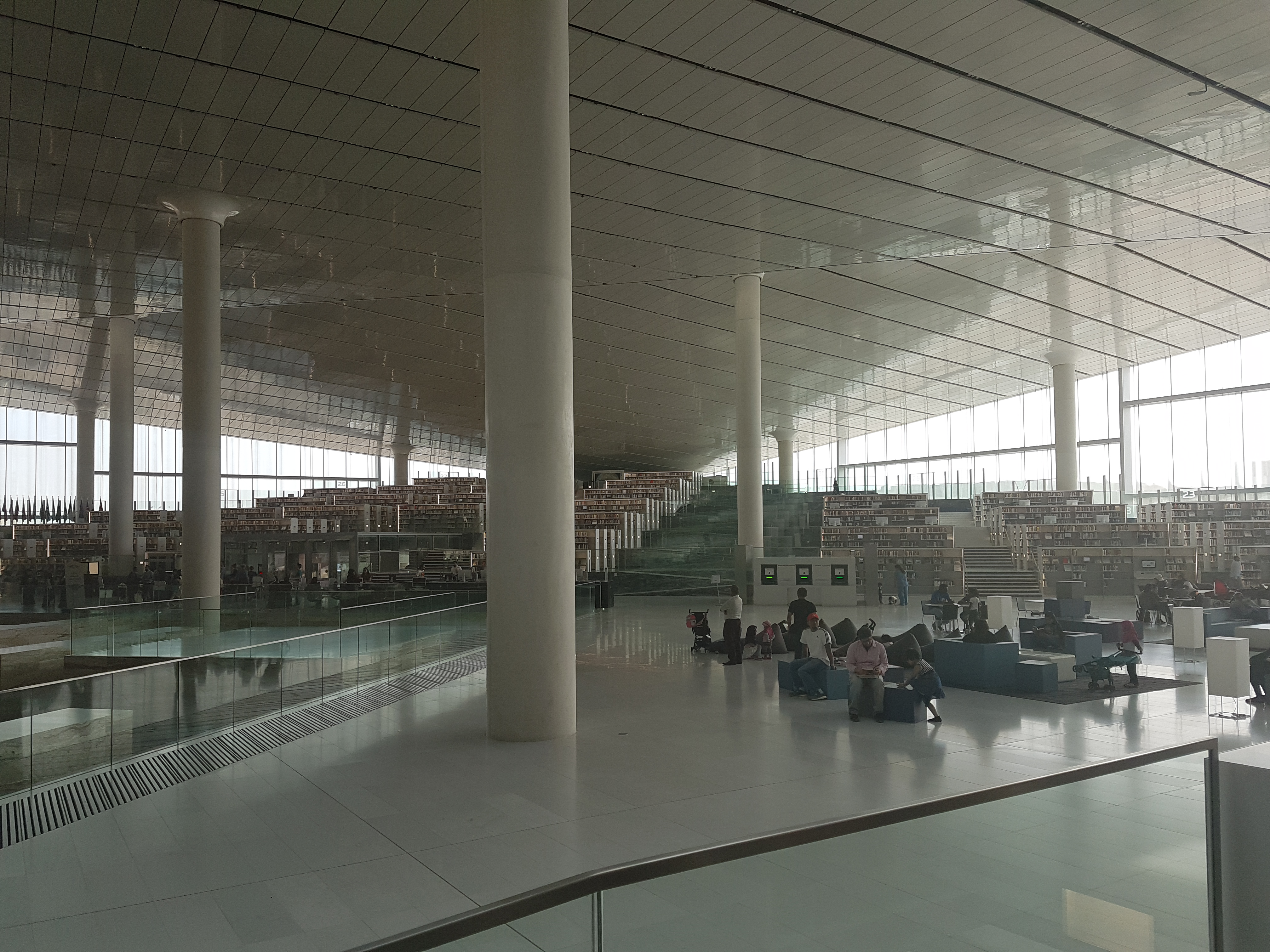
Thư viện quốc gia Qatar tại Doha.

Văn học Qatar bắt nguồn từ thế kỷ 19. Ban đầu, thơ viết là hình thức biểu đạt phổ biến nhất. Abdul Jalil Al-Tabatabai và Mohammed bin Abdullah bin Uthaymeen, hai nhà thơ có từ đầu thế kỷ 19, đã hình thành nên tập thơ viết sớm nhất của Qatar. Thơ sau đó đã không còn được ưa chuộng sau khi Qatar bắt đầu gặt hái lợi nhuận từ xuất khẩu dầu vào giữa thế kỷ 20 và nhiều người Qatar đã từ bỏ truyền thống Bedouin của họ để ủng hộ lối sống đô thị hơn.
Do số lượng người Qatar bắt đầu nhận được giáo dục chính thức trong những năm 1950 và những thay đổi xã hội quan trọng khác, năm 1970 chứng kiến sự ra đời của tuyển tập truyện ngắn đầu tiên, và vào năm 1993, tiểu thuyết đầu tiên của tác giả địa phương đã được xuất bản. Thơ ca, đặc biệt là hình thức nabati chiếm ưu thế, vẫn giữ một số tầm quan trọng nhưng sẽ sớm bị lu mờ bởi các thể loại văn học khác. Không giống như hầu hết các loại hình nghệ thuật khác trong xã hội Qatar, phái nữ đã tham gia vào phong trào văn học hiện đại với tầm quan trọng tương tự nam giới.

### Truyền thông

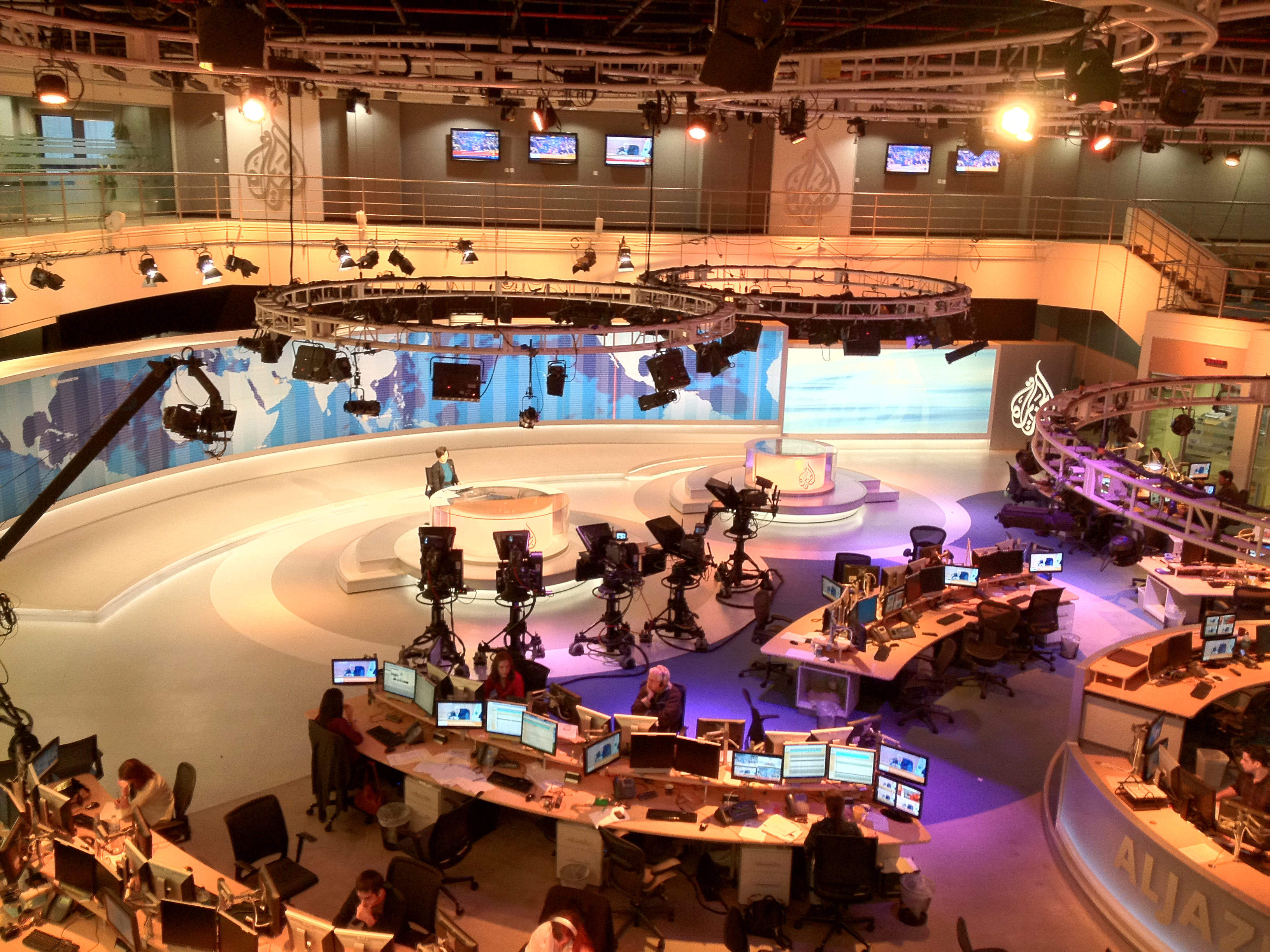
Tổ thông tin của kênh Al Jazeera tiếng Anh

Truyền thông tại Qatar được phân loại là "không tự do" trong báo cáo Tự do Báo chí năm 2014 của Freedom House. Truyền hình bắt đầu phát sóng tại Qatar vào năm 1970. Al Jazeera là hệ thống truyền hình lớn, có trụ sở tại Doha, Qatar. Al Jazeera phát sóng lần đầu vào năm 1996 như kênh tin tức tiếng Ả Rập và các kênh truyền hình vệ tinh cùng thời nhưng đã mở rộng thành một mạng lưới toàn cầu của một số kênh truyền hình đặc biệt được gọi chung là Mạng truyền thông Al Jazeera.
Có tường thuật rằng các nhà báo tiến hành tự kiểm duyệt, đặc biệt là nội dung liên quan đến chính phủ và hoàng tộc Qatar. Chỉ trích chính phủ, tiểu vương và hoàng tộc trên truyền thông là điều bất hợp pháp. Theo Điều 46 trong luật báo chí thì "tiểu vương không thể bị chỉ trích và không có tuyên bố nào có thể được quy cho tiểu vương trừ khi dưới sự cho phép bằng văn bản của người quản lý văn phòng". Các nhà báo cũng bị truy tố vì lăng mạ Hồi giáo.
Năm 2014, Luật phòng chống tội phạm mạng đã được thông qua. Luật này được cho là hạn chế tự do báo chí và mang án tù và phạt tiền vì những lý do như gây nguy hiểm cho hòa bình địa phương hoặc xuất bản tin tức sai lệch. Trung tâm Nhân quyền vùng Vịnh đã tuyên bố rằng luật này là mối đe dọa đối với quyền tự do ngôn luận và đã kêu gọi một số điều khoản của luật này bị hủy bỏ.
Báo chí đã trải qua sự phát triển trong những năm gần đây. Hiện tại có bảy tờ báo đang lưu hành ở Qatar, với bốn tờ được xuất bản bằng tiếng Ả Rập và ba tờ được xuất bản bằng tiếng Anh. Ngoài ra còn có các tờ báo từ Ấn Độ, Nepal và Sri Lanka với các ấn bản được in từ Qatar.
Liên quan đến cơ sở hạ tầng viễn thông, Qatar là quốc gia Trung Đông được xếp hạng cao nhất trong Chỉ số sẵn sàng mạng của Diễn đàn Chỉ số Sẵn sàng Mạng (NRI) - một chỉ số để xác định mức độ phát triển của công nghệ thông tin và truyền thông của một quốc gia. Qatar xếp thứ 23 chung cuộc trong bảng xếp hạng NRI 2014, không thay đổi so với năm 2013.

### Âm nhạc
Âm nhạc Qatar dựa trên thơ, ca và vũ đạo Bedouin (dân du mục Ả Rập). Các vũ đạo truyền thống được trình diễn tại Doha vào chiều thứ 6; một trong số đó là Ardah, một điệu nhảy thượng võ được cách điệu với hai hàng vũ công cùng một dàn nhạc cụ gõ bao gồm al-ras (một chiếc trống lớn có da được làm nóng bằng lửa), tambourine và chũm chọe với trống nhỏ. Các nhạc cụ gõ khác được sử dụng trong âm nhạc dân gian bao gồm galah (một bình đất sét cao) và cốc uống bằng thiếc được gọi là tus hoặc tasat, thường được sử dụng kết hợp với một tabl, trống dọc được đánh bằng gậy. Các nhạc cụ dây như oud và rebaba cũng được sử dụng phổ biến.

### Thể thao

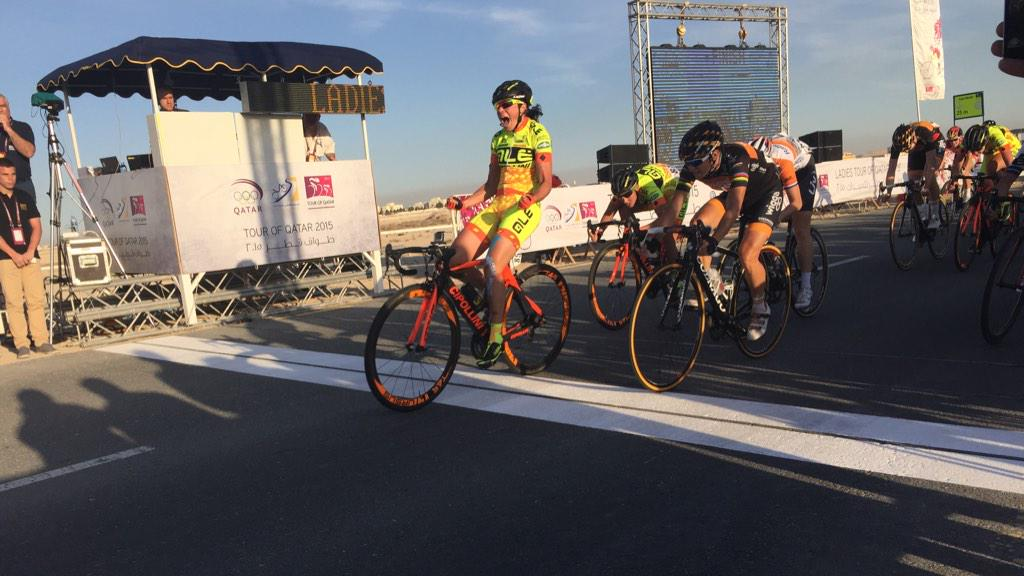
Tour of Qatar nữ 2015

Bóng đá là môn thể thao phổ biến nhất tại Qatar, cả về số vận động viên và khán giả. Ngay sau khi Liên đoàn bóng đá Qatar liên kết với FIFA vào năm 1970, một trong những giải thưởng quốc tế sớm nhất của đất nước đã đến vào năm 1981 khi đội tuyển U-20 quốc gia Qatar từng giành ngôi vị á quân trước Tây Đức tại giải vô địch thế giới năm 1981 sau khi bị đánh bại 4-0 trong trận chung kết. Ở cấp độ cao, Qatar đã ba lần làm chủ nhà của AFC Asian Cup; lần đầu tiên là AFC Asian Cup 1988, lần thứ hai là AFC Asian Cup 2011 và sắp tới là AFC Asian Cup 2023. Lần đầu tiên trong lịch sử của đất nước, đội tuyển bóng đá quốc gia Qatar đã vô địch AFC Asian Cup 2019 được tổ chức tại UAE, đánh bại Nhật Bản 3-1 trong trận chung kết. Họ đã thắng cả bảy trận đấu của họ, chỉ để thủng lưới một bàn duy nhất trong suốt giải đấu.
Tháng 2 năm 2010, Qatar giành quyền đăng cai Giải bóng đá vô địch thế giới 2022, dù trước đó chưa từng giành quyền vào vòng chung kết của giải đấu. Các nhà tổ chức địa phương đang lên kế hoạch xây dựng 9 sân vận động mới và mở rộng 3 sân vận động hiện có cho sự kiện này. Chiến thắng của Qatar giành quyền đăng cai tổ chức World Cup 2022 đã được chào đón nhiệt tình ở khu vực Vịnh Ba Tư vì đây là lần đầu tiên một quốc gia ở Trung Đông được chọn để tổ chức giải đấu. Tuy nhiên, giá thầu đã bị lôi kéo vào nhiều tranh cãi, bao gồm các cáo buộc hối lộ và can thiệp vào cuộc điều tra về cáo buộc hối lộ. Các hiệp hội bóng đá châu Âu cũng phản đối World Cup 2022 được tổ chức tại Qatar vì nhiều lý do, từ tác động của nhiệt độ đến thể lực của cầu thủ đến sự gián đoạn có thể gây ra trong lịch thi đấu nội địa châu Âu trong mùa đông. Vào tháng 5 năm 2014, quan chức bóng đá Qatar Mohammed bin Hammam đã bị buộc tội thanh toán tổng cộng 3 triệu bảng cho các quan chức để đổi lấy sự ủng hộ của họ đối với quyền tổ chức của Qatar. Tuy nhiên, một cuộc điều tra của FIFA về quy trình đấu thầu vào tháng 11 năm 2014 đã xóa sạch mọi hành vi sai trái của Qatar. 

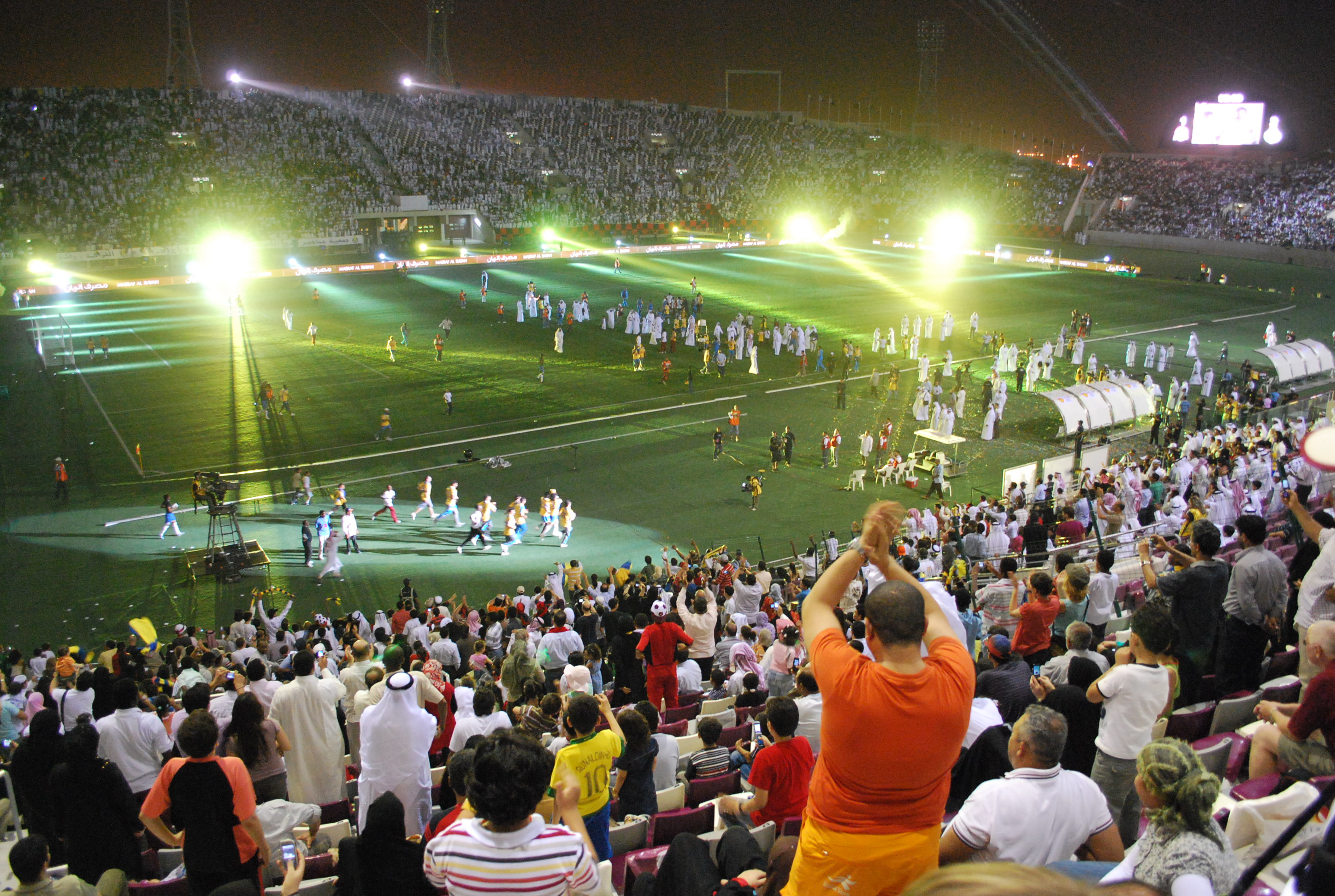
Cúp Emir Qatar năm 2009.

The Guardian, một tờ nhật báo quốc gia của Anh, đã sản xuất một bộ phim tài liệu ngắn có tên "Lạm dụng và bóc lột công nhân nhập cư chuẩn bị cho vương quốc vào năm 2022". Một cuộc điều tra năm 2014 của The Guardian cho biết các công nhân nhập cư đang xây dựng các văn phòng sang trọng cho ban tổ chức World Cup 2022 đã không được trả tiền trong hơn một năm và hiện đang "làm việc bất hợp pháp từ các nhà trọ bị nhiễm gián." Năm 2014, những người di cư Nepal tham gia xây dựng cơ sở hạ tầng cho World Cup 2022 đã chết với một người cứ sau hai ngày. Ban tổ chức Qatar 2022 đã phản ứng với nhiều cáo buộc khác nhau bằng cách tuyên bố rằng việc tổ chức World Cup tại Qatar sẽ đóng vai trò là "chất xúc tác cho sự thay đổi" trong khu vực.
Mặc dù bóng đá là môn thể thao phổ biến nhất, các môn thể thao đội tuyển khác từng đạt được thành công đáng kể tại trình độ cao cấp. Vào năm 2015, đội tuyển bóng ném quốc gia Qatar đạt ngôi á quân trước Pháp trong Giải vô địch bóng ném nam thế giới với tư cách là chủ nhà, tuy nhiên giải đấu đã bị hủy hoại hình ảnh bởi nhiều tranh cãi liên quan đến quốc gia chủ nhà và đội tuyển. Hơn nữa, vào năm 2014, Qatar đã giành chức vô địch thế giới trong môn bóng rổ 3x3 nam.
Khu liên hợp quần vợt và bóng quần quốc tế Khalifa tại Doha đã tổ chức WTA Tour Championships cho quần vợt nữ từ năm 2008 đến năm 2010. Doha tổ chức giải đấu WTA Premier Qatar Ladies Open hàng năm. Kể từ năm 2002, Qatar đã tổ chức Tour of Qatar hàng năm, một cuộc đua xe đạp táu chặng. Mỗi tháng hai, các tay đua thi đấu trên những con đường trên vùng đất bằng phẳng của Qatar trong sáu ngày. Mỗi giai đoạn bao gồm một khoảng hơn 100 km, mặc dù nó có thể ngắn hơn đôi chút. Tour of Qatar được tổ chức bởi Liên đoàn xe đạp Qatar dành cho các tay đua chuyên nghiệp.
Đội nhảy dù quân đội Qatar có một số môn nhảy dù khác nhau thi đấu tại các quốc gia khác nhau trên thế giới. Đội nhảy dù quốc gia Qatar biểu diễn hàng năm trong ngày Quốc khánh của Qatar và tại các sự kiện lớn khác, chẳng hạn như Giải vô địch bóng ném thế giới năm 2015. Doha bốn lần là chủ nhà của Giải vô địch thế giới Câu lạc bộ bóng chuyền nam FIVB và ba lần đăng cai Giải vô địch thế giới Câu lạc bộ bóng chuyền nữ FIVB. Doha một lần đăng cai Giải vô địch bóng chuyền châu Á.

## Giáo dục

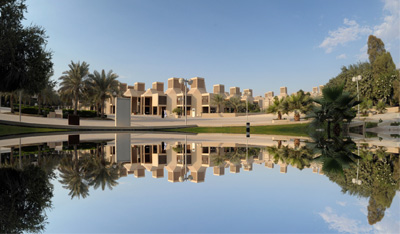
Đại học Qatar, khu vực chính

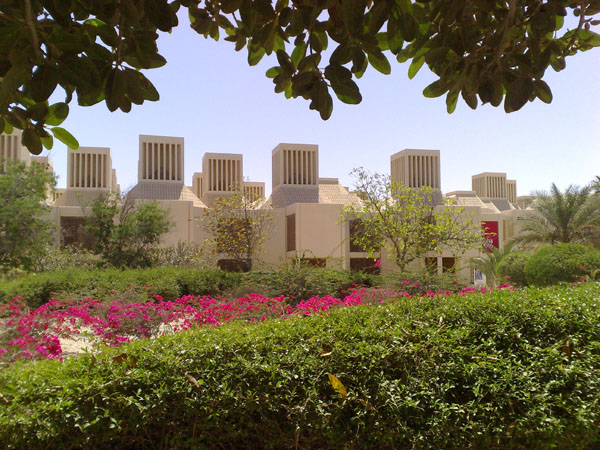
Đại học Qatar, cảnh nhìn phía đông

Qatar thuê RAND Corporation của Hoa Kỳ để cải cách hệ thống giáo dục 12 năm của mình. Thông qua Qatar Foundation, quốc gia này cho xây dựng Education City (thành phố giáo dục), tại đó có các chi nhánh địa phương của Học viện Y Weill Cornell, Trường Khoa học máy tính Carnegie Mellon, Trường Ngoại vụ Đại học Georgetown, Trường Báo chí Đại học Northwestern, Trường Công nghệ Đại học Texas A&M, Đại học Nghệ thuật Khối thịnh vượng chung Virginia và các học viện phương Tây khác.
Tỷ lệ mù chữ tại Qatar là 3,1% đối với nam giới và 4,2% đối với nữ giới theo số liệu năm 2012, đây là mức thấp nhất trong thế giới Ả Rập, song đứng thứ 86 trên thế giới. Các công dân được yêu cầu theo học tại cơ sở giáo dục công lập từ mầm non đến trung học. Đại học Qatar được thành lập vào năm 1973, là cơ sở lâu năm nhất và lớn nhất toàn quốc về giáo dục bậc đại học.
Trong tháng 11 năm 2002, Tiểu vương Hamad bin Khalifa Al Thani cho lập ra Hội đồng Giáo dục Tối cao. Hội đồng chỉ đạo và quản lý giáo dục ở mọi độ tuổi từ mầm non đến đại học, bao gồm sáng kiến "Giáo dục cho thời đại mới" có mục đích định vị Qatar là một thủ lĩnh về cải cách giáo dục. Theo Bảng xếp hạng các trường đại học thế giới, các trường đại học hàng đầu trong nước là Đại học Qatar (thứ 1.881 trên toàn thế giới), Đại học Texas A&M tại Qatar (thứ 3.905) và Đại học Y khoa Weill Cornell ở Qatar (thứ 6.855).
Năm 2008, Qatar cho lập ra Công viên Khoa học & Kỹ thuật Qatar tại Education City nhằm liên kết các đại học này với ngành công nghiệp. Education City còn có trường tú tài quốc tế được công nhận hoàn toàn, Viện Hàn lâm Qatar. Ngoài ra, hai cơ sở của Canada là Học viện North Atlantic (trụ sở tại Newfoundland và Labrador) và Đại học Calgary đã khánh thành khu học xá của họ tại Doha. Cũng có các đại học phi lợi nhuận khác lập khu học xá tại Doha. Năm 2009, dưới sự bảo trợ của Sheikha Mozah Al Missned, Hội nghị thượng đỉnh đổi mới giáo dục thế giới (WISE) được tổ chức với mục đích chuyển đổi giáo dục thông qua đổi mới.
Năm 2012, Qatar được xếp hạng thứ ba từ dưới lên trong số 65 quốc gia OECD tham gia bài kiểm tra PISA về toán, đọc và kỹ năng cho trẻ em 15 và 16 tuổi, hơn Colombia hoặc Albania, mặc dù có thu nhập bình quân đầu người cao nhất trong thế giới. Là một phần của chiến lược phát triển quốc gia, Qatar đã vạch ra kế hoạch chiến lược 10 năm để cải thiện trình độ giáo dục. Hơn nữa, chính phủ đã đưa ra các chương trình tiếp cận giáo dục, như Al-Bairaq. Al-Bairaq được ra mắt vào năm 2010 nhằm mục đích cung cấp cho học sinh trung học cơ hội trải nghiệm môi trường nghiên cứu tại Trung tâm Vật liệu tiên tiến tại Đại học Qatar. Chương trình bao gồm các ngôn ngữ và ngành STEM.